# Clement Attlee
Clement Richard Attlee, 1:e earl Attlee, född 3 januari 1883 i Putney i London, död 8 oktober 1967 i London, var brittisk premiärminister 1945–1951 (Labour). Han var ledare för Labourpartiet från 1935 till 1955. Attlee var vice premiärminister i koalitionsregeringen under Winston Churchill och oppositionsledare två gånger, 1935–1940 och 1951–1955. Han är fortfarande den Labourledare som suttit längst.
Attlee föddes i en övre medelklassfamilj som son till en förmögen advokat i London. Efter att ha studerat vid Haileybury College och Oxfords universitet arbetade han som advokat. Det volontärarbete han utförde i Londons East End gjorde honom medveten om fattigdomen, och hans politiska åsikter svängde därefter åt vänster. Han gick med i Independent Labour Party, gav upp sin juridiska karriär och började föreläsa vid London School of Economics, med ett kort avbrott i arbetet för en tjänstgöring som officer i första världskriget. År 1919 blev han borgmästare i Londonstadsdelen Stepney och 1922 valdes han till parlamentsledamot för Limehouse. Attlee tjänstgjorde i den första Labour-minoritetsregeringen som leddes av Ramsay MacDonald 1924 och gick sedan med i kabinettet under MacDonalds andra minoritet (1929-1931). Efter att ha behållit sin plats i Labours jordskredsseger 1931 blev han partiets vice ledare. Han valdes till ledare för Labourpartiet 1935 och förespråkade till en början pacifism och motsatte sig upprustning, men blev en kritiker av Neville Chamberlains eftergiftspolitik under upptakten till andra världskriget. Attlee tog med Labour in i koalitionsregeringen 1940 och tjänstgjorde under Winston Churchill, först som Lord Privy Seal (Lordsigillbevarare) och sedan som vice premiärminister från 1942.
Labourpartiet, lett av Attlee, vann en jordskredsseger i valet 1945 på sin återhämtningsplattform efter kriget. De tog över ett land som var nära bankrutt efter andra världskriget och som plågades av brist på mat, bostäder och resurser. Attlee ledde uppbyggnaden av den första Labour-majoritetsregeringen, som syftade till att upprätthålla full sysselsättning, en blandekonomi och ett kraftigt utvidgat system av sociala tjänster som tillhandahölls av staten. För detta ändamål genomförde den en nationalisering av allmännyttiga företag och större industrier och genomförde omfattande sociala reformer, inklusive antagandet av National Insurance Act 1946 och National Assistance Act 1948, bildandet av National Health Service (NHS) 1948 och utvidgningen av de offentliga bidragen till byggande av kommunala hus. Hans regering reformerade också den fackliga lagstiftningen, arbetsmetoderna och barnomsorgen. Man skapade nationalparkssystemet, antog New Towns Act 1946 och etablerade stads- och landsbygdsplaneringssystemet. Attlees utrikespolitik fokuserade på avkoloniseringssträvanden, inklusive delningen av Indien (1947), Burmas och Ceylons självständighet och upplösningen av de brittiska mandaten Palestina och Transjordanien. Attlee och utrikesminister Ernest Bevin uppmuntrade USA att ta en kraftfull roll i det kalla kriget. Han stödde Marshallplanen för att återuppbygga Västeuropa med amerikanska pengar och 1949 främjade han militäralliansen NATO mot Östblocket. Efter att ha lett Labour till en knapp seger i valet 1950 skickade han brittiska trupper för att strida tillsammans med Sydkorea i Koreakriget.
Trots hans sociala reformer och ekonomiska program fortsatte bristen på mat, bostäder och resurser under hela hans tid som premiärminister, tillsammans med återkommande valutakriser och beroende av amerikanskt bistånd. Hans parti besegrades med knapp marginal av de konservativa i valet 1951, trots att Labour fick flest röster. Han fortsatte som ledare för Labour men avgick efter att ha förlorat valet 1955 och upphöjdes som Earl Attlee till överhuset, där han tjänstgjorde fram till sin död 1967. I offentligheten var han modest och anspråkslös, men bakom kulisserna visade sig hans djupa kunskap, lågmälda uppträdande, objektivitet och pragmatism vara avgörande. Han rankas ofta som en av de största brittiska premiärministrarna, med beröm fokuserat på hans regerings välfärdsstatsreformer, skapandet av NHS, fortsättningen av den "särskilda relationen" med USA och engagemanget i NATO.

## Tidiga år

### Barndom och studier
Attlee föddes den 3 januari 1883 i Putney, Surrey (nu en del av London), i en övre medelklassfamilj, som det sjunde av åtta barn. Hans far var Henry Attlee, en advokat, och hans mor var Ellen Bravery Watson, dotter till Thomas Simons Watson, sekreterare för Art Union of London. Hans föräldrar var "hängivna anglikaner" som läste böner och psalmer varje morgon vid frukosten.
Attlee växte upp i en tvåvåningsvilla med en stor trädgård och tennisbana, bemannad av tre tjänare och en trädgårdsmästare. Hans far, som var politisk liberal, hade ärvt familjens pengar och blev en ledande partner i advokatfirman Druces, där han också tjänstgjorde en period som ordförande för Law Society of England and Wales. År 1898 köpte han en 81 hektar stor egendom, Comarques i Thorpe-le-Soken, Essex. Vid nio års ålder skickades Attlee till Northaw Place, en förberedande skola för pojkar i Hertfordshire. År 1896 följde han sina bröder till Haileybury College, där han var en medelmåttig student. Han var influerad av de darwinistiska åsikterna hos sin husföreståndare Frederick Webb Headley, och 1899 publicerade han en attack mot strejkande taxichaufförer i London i skoltidningen, där han förutspådde att de snart skulle bli tvungna att "tigga för sina biljetter".
År 1901 började Attlee studera modern historia vid University College i Oxford. Han och hans bror Tom "fick ett generöst stipendium av sin far och anammade universitetslivet – rodd, läsning och umgänge". Han beskrevs senare av en handledare som "sansad, flitig, pålitlig man utan någon briljans i stil ... men med utmärkt sunt omdöme". På universitetet hade han inget större intresse för politik eller ekonomi, och beskrev senare sina åsikter vid denna tid som "gammal hederlig imperialistisk konservativ". Han avlade filosofie kandidatexamen 1904 med högsta betyg av andra klassen.
Attlee utbildade sig sedan till barrister vid Inner Temple och blev medlem av advokatsamfundet i mars 1906. Han arbetade en tid på sin fars advokatbyrå Druces and Attlee men trivdes inte med arbetet och hade inga särskilda ambitioner att lyckas inom advokatyrket. Han spelade också fotboll för non-league-klubben Fleet. Attlees far dog 1908 och efterlämnade en egendom värderad till 75 394 pund (motsvarande 9 943 044 pund 2023).

### Början på karriären
År 1906 blev han volontär vid Haileybury House, en välgörenhetsklubb för arbetarklasspojkar i Stepney i East End i London som drevs av hans gamla skola, och från 1907 till 1909 var han klubbens manager. Fram till dess hade hans politiska åsikter varit mer konservativa. Men efter sin chock över den fattigdom och utsatthet han såg när han arbetade med slumbarnen, kom han till uppfattningen att privat välgörenhet aldrig skulle vara tillräckligt för att lindra fattigdomen och att endast direkt aktion och inkomstomfördelning från statens sida skulle ha någon allvarlig effekt. Detta utlöste en process som fick honom att konvertera till socialismen. Han gick med i Independent Labour Party (ILP) 1908 och blev aktiv i lokalpolitiken. År 1909 kandiderade han utan framgång i sitt första val, som ILP:s kandidat till Stepney Borough Council.
Attlee arbetade också en kort tid som sekreterare för Beatrice Webb 1909, innan han blev sekreterare för Toynbee Hall. Han arbetade för Webbs kampanj för popularisering av Minority Report eftersom han var mycket aktiv i Fabianerna, där han åkte runt och besökte många politiska sällskap – liberala, konservativa och socialistiska – för att förklara och popularisera idéerna, samt rekrytera föreläsare som ansågs lämpliga att arbeta med kampanjen. År 1911 anställdes han av regeringen som en "officiell förklarare" och reste runt i landet för att förklara finansminister David Lloyd Georges National Insurance Act. Han tillbringade sommaren samma år med att resa runt i Essex och Somerset på cykel och förklara lagen vid offentliga möten. Ett år senare blev han lektor vid London School of Economics, där han undervisade i samhällsvetenskap och offentlig förvaltning. 

### Militärtjänst

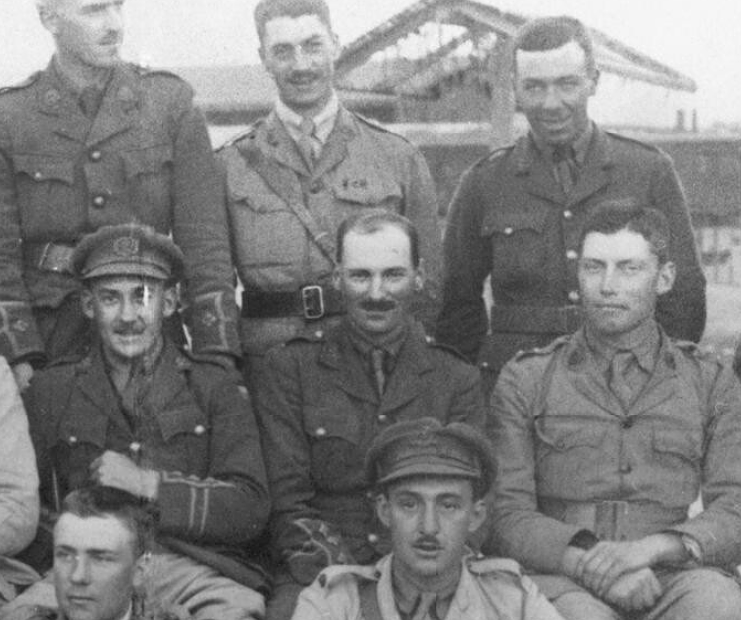
Attlee (i mitten) 1916, 33 år gammal, medan han tjänstgjorde i Mesopotamien.

Efter första världskrigets utbrott i augusti 1914 ansökte Attlee om att få ta värvning i den brittiska armén. Till en början avslogs hans ansökan, eftersom han ansågs vara för gammal, 31 år. Han blev dock till slut utnämnd till tillfällig löjtnant i 6th (Service) Battalion, South Lancashire Regiment, den 30 september 1914. Den 9 februari 1915 befordrades han till kapten, och den 14 mars utnämndes han till bataljonsadjutant 6th South Lancashire var en del av den 38:e brigaden i den 13:e (västra) divisionen, som tjänstgjorde i Slaget vid Gallipoli i Turkiet. Attlees beslut att slåss skapade en spricka mellan honom och hans äldre bror Tom, som i egenskap av vapenvägrare tillbringade en stor del av kriget i fängelse.
Efter att ha tillbringat en period med strider i Gallipoli kollapsade Attlee efter att ha insjuknat i dysenteri och sattes på ett fartyg på väg till England för att återhämta sig. När han vaknade ville han komma tillbaka till striderna så snart som möjligt och bad om att få gå av fartyget på Malta, där han stannade på sjukhuset för att återhämta sig. Hans sjukhusvistelse sammanföll med slaget vid Sari Bair, då ett stort antal av hans kamrater dödades. När han återvände till striden informerades han om att hans kompani hade valts ut för att hålla de sista linjerna under evakueringen av Suvla. Som sådan var han den näst siste mannen som evakuerades från Suvla Bay, den siste var general Stanley Maude.
Fälttåget vid Gallipoli hade iscensatts av den förste amiralitetslorden, Winston Churchill. Även om det inte var framgångsrikt, ansåg Attlee att det var en djärv strategi som kunde ha varit framgångsrik om den hade genomförts bättre på fältet. Detta ledde till en beundran för Churchill som militärstrateg, något som skulle påverka deras arbetsrelation under senare år till det bättre.
Attlee tjänstgjorde senare i det mesopotamiska fälttåget i vad som nu är Irak, där han i april 1916 blev svårt sårad och träffades i benet av granatsplitter från vänskaplig eld när han stormade en fiendes skyttegrav under slaget vid Hanna. Slaget var ett misslyckat försök att undsätta belägringen av Al-Kut, och många av Attlees medsoldater sårades eller dödades. Han skickades först till Indien och sedan tillbaka till Storbritannien för att återhämta sig. Den 18 december 1916 förflyttades han till den tunga sektionen av kulsprutekåren, och den 1 mars 1917 befordrades han till den tillfälliga graden major, vilket ledde till att han blev känd som "Major Attlee" under en stor del av mellankrigstiden. Han tillbringade större delen av 1917 med att träna soldater på olika platser i England. Från den 2 till den 9 juli 1917 var han tillfällig befälhavare för den nybildade L-bataljonen (senare 10:e) stridsvagnskåren vid Bovington Camp, Dorset. Från och med den 9 juli övertog han befälet över 30:e kompaniet i samma bataljon. Han skickades dock inte till Frankrike med den i december 1917, eftersom han förflyttades tillbaka till South Lancashire-regementet den 28 november.
Efter att ha återhämtat sig helt från sina skador skickades han till Frankrike i juni 1918 för att tjänstgöra på västfronten under de sista månaderna av kriget. Efter att ha fått avsked från armén i januari 1919 återvände han till Stepney och återvände till sitt gamla jobb som lärare vid London School of Economics.

## Politisk karriär

### Lokalpolitik
Attlee återvände till lokalpolitiken under efterkrigstiden och blev 1919 borgmästare i Metropolitan Borough of Stepney, en av Londons mest eftersatta innerstadsstadsdelar. Under hans tid som borgmästare vidtog kommunen åtgärder för att ta itu med hyresvärdar i slummen som tog ut höga hyror men vägrade att spendera pengar på att hålla sina fastigheter i beboeligt skick. Rådet delgav och verkställde rättsliga beslut om att husägare skulle reparera sin egendom. Man anställde också hälso- och sjukvårdsinspektörer för att minska spädbarnsdödligheten, och vidtog åtgärder för att hitta arbete åt återvändande arbetslösa före detta militärer.
År 1920, när han var borgmästare, skrev Attlee sin första bok, The Social Worker, som lade fram många av de principer som präglade hans politiska filosofi och som skulle ligga till grund för hans regerings åtgärder under senare år. Boken angrep idén om att man kunde överlåta ansvaret för att ta hand om de fattiga till frivillighet. Han skrev att:
"I ett civiliserat samhälle kommer det, även om det kan bestå av självständiga individer, att finnas vissa personer som under någon period av sitt liv kommer att vara oförmögna att ta hand om sig själva, och frågan om vad som skall hända med dem kan lösas på tre sätt – de kan försummas, de kan tas om hand av det organiserade samhället som om det vore rätt. Eller så kan de lämnas till den goda viljan hos enskilda personer i samhället. [...] Välgörenhet är endast möjlig utan förlust av värdighet mellan jämlikar. En i lag fastställd rätt, såsom den till ålderspension, är mindre betungande än ett bidrag som en rik man utger till en fattig, beroende på hans syn på förmånstagarens karaktär och som kan upphöra efter hans godtycke."
År 1921 startade George Lansbury, Labours borgmästare i grannkommunen Poplar och framtida ledare för Labourpartiet, Poplar Rates Rebellion, en olydnadskampanj i ett försök att utjämna bördan av fattigvården i alla Londons stadsdelar. Attlee, som var en personlig vän till Lansbury, stödde starkt detta. Herbert Morrison, Labours borgmästare i det närbelägna Hackney och en av huvudfigurerna i Londons Labourparti, fördömde dock starkt Lansbury och upproret. Under denna period utvecklade Attlee en livslång motvilja mot Morrison.

### Parlamentsledamot
Vid parlamentsvalet 1922 blev Attlee parlamentsledamot för valkretsen Limehouse i Stepney. Vid den tiden beundrade han Ramsay MacDonald och hjälpte honom att bli vald till ledare för Labourpartiet i partiledarvalet 1922. Han tjänstgjorde som MacDonalds parlamentariska privatsekreterare för det korta parlamentet 1922. Hans första erfarenhet av ministerposter kom 1924, när han tjänstgjorde som understatssekreterare för krig i den kortlivade första Labourregeringen, ledd av MacDonald.
Attlee motsatte sig generalstrejken 1926 och ansåg att strejker inte skulle användas som ett politiskt vapen. Men när det hände försökte han inte underminera det. Vid tiden för strejken var han ordförande för Stepney Borough Electricity Committee. Han förhandlade fram ett avtal med elektrikerfacket så att de skulle fortsätta att leverera el till sjukhusen, men att leveranserna till fabrikerna skulle upphöra. Ett företag, "Scammell and Nephew Ltd", vidtog en civilrättslig process mot Attlee och de andra Labourledamöterna i kommittén (dock inte mot de konservativa ledamöterna som också hade stött detta). Domstolen dömde Attlee och hans kolleger i fullmäktige och de dömdes att betala 300 pund i skadestånd. Beslutet upphävdes senare efter överklagande, men de ekonomiska problem som händelsen orsakade var nära att tvinga Attlee bort från politiken.
År 1927 utsågs han till medlem av Simonkommissionen, en kunglig kommission som tillsattes för att undersöka möjligheten att ge Indien självstyre. På grund av den tid han behövde ägna åt kommissionen, och i motsats till ett löfte som MacDonald gav Attlee för att förmå honom att tjänstgöra i kommissionen, erbjöds han till en början inte en ministerpost i den andra Labourregeringen, som tillträdde efter valet 1929. Attlees tjänstgöring i kommissionen gav honom en grundlig inblick i Indien och många av dess politiska ledare. År 1933 hävdade han att det brittiska styret var främmande för Indien och att det var oförmöget att genomföra de sociala och ekonomiska reformer som var nödvändiga för Indiens framsteg. Han blev den brittiske ledare som var mest välvilligt inställd till indisk självständighet (som ett herravälde) och förberedde honom för hans roll i beslutet om självständighet 1947.
I maj 1930 lämnade Oswald Mosley, parlamentsledamot för Labour, partiet efter att det hade förkastat hans förslag för att lösa arbetslöshetsproblemet, och Attlee fick Mosleys post som kansler för hertigdömet Lancaster. I mars 1931 blev han generaldirektör för Postverket, en post som han innehade i fem månader fram till augusti, då Labourregeringen föll, efter att ha misslyckats med att komma överens om hur man skulle hantera den ekonomiska krisen under den stora depressionen. Samma månad bildade MacDonald och några av hans allierade en nationell regering med de konservativa och liberalerna, vilket ledde till att de uteslöts ur Labour. MacDonald erbjöd Attlee ett jobb i den nationella regeringen, men han tackade nej och valde att vara lojal mot det största Labourpartiet.
Efter att Ramsay MacDonald bildat den nationella regeringen var Labour djupt splittrat. Attlee hade länge stått MacDonald nära och kände sig nu sviken – liksom de flesta Labourpolitiker. Under den andra Labourregeringen hade Attlee blivit alltmer desillusionerad på MacDonald, som han kom att betrakta som fåfäng och inkompetent, och som han senare skrev svidande om i sin självbiografi. Han skrev:
"Förr i tiden hade jag sett upp till MacDonald som en stor ledare. Han hade en fin framtoning och stor retorisk kraft. Den impopulära linje som han intog under första världskriget tycktes utmärka honom som en man med karaktär. Trots hans misskötsel av Zinovjevbrevet-episoden hade jag inte uppskattat hans brister förrän han tillträdde sin tjänst en andra gång. Jag insåg då hans ovilja att vidta positiva åtgärder och noterade med bestörtning hans tilltagande fåfänga och snobberi, medan hans vana att berätta för mig, en yngre minister, om den dåliga uppfattning han hade om alla sina regeringskolleger gjorde ett obehagligt intryck. Jag hade emellertid inte väntat mig att han skulle begå det största förräderiet i detta lands politiska historia. Chocken för partiet var mycket stor, särskilt för de lojala arbetarna bland de vanliga medlemmarna, som hade gjort stora uppoffringar för dessa män."

### Vice partiledare
De allmänna valen som hölls i oktober 1931 visade sig vara katastrofala för Labourpartiet, som förlorade över 200 platser och bara fick in 52 ledamöter i parlamentet. Den stora majoriteten av partiets ledande figurer, inklusive ledaren Arthur Henderson, förlorade sina platser. Attlee behöll dock med knapp marginal sitt mandat i Limehouse, och hans majoritet minskade från 7 288 till bara 551. Han var en av endast tre Labourledamöter som hade erfarenhet av att regera som behöll sina platser, tillsammans med George Lansbury och Stafford Cripps. Följaktligen valdes Lansbury till ledare utan motkandidater, med Attlee som hans ställföreträdare.
De flesta av de kvarvarande Labourledamöterna efter 1931 var äldre fackföreningsfunktionärer som inte kunde bidra med mycket till debatterna. Lansbury var i 70-årsåldern, och Stafford Cripps – en annan förgrundsgestalt i Labourpartiet som hade kommit in i parlamentet i januari 1931 – saknade parlamentarisk erfarenhet. Som en av de mest kapabla och erfarna av de kvarvarande Labour-parlamentsledamöterna axlade Attlee därför en stor del av bördan av att utgöra en opposition mot den nationella regeringen under åren 1931 till 1935. Under denna tid var han tvungen att utöka sina kunskaper i ämnen som han inte hade studerat på djupet tidigare (som finans och utrikespolitik) för att kunna utgöra en effektiv opposition mot regeringen.
Attlee tjänstgjorde i praktiken som Labours tillförordnade ledare i nio månader från december 1933, efter att Lansbury brutit låret i en olycka. Detta höjde Attlees offentliga profil avsevärt. Det var dock under denna period som personliga ekonomiska problem nästan tvingade Attlee att lämna politiken helt och hållet. Hans fru hade blivit sjuk och på den tiden fanns det ingen separat lön för oppositionsledaren. När han var på vippen att avgå från parlamentet övertalades han av Stafford Cripps, en förmögen socialist, som gick med på att göra en donation till partikassan för att betala honom en extra lön tills Lansbury kunde ta över igen.
Under åren 1932-33 flirtade Attlee med, och drog sig sedan tillbaka från radikalismen – influerad av Stafford Cripps, som då tillhörde den radikala flygeln av partiet. Han var under en kort tid medlem i Socialist League, som hade bildats av före detta medlemmar av Independent Labour Party (ILP) som motsatte sig ILP:s utträde ur det största Labourpartiet 1932. Vid ett tillfälle instämde han i Cripps påstående att gradvisa reformer var otillräckliga och att en socialistisk regering skulle vara tvungen att anta en undantagslag, som skulle tillåta den att styra genom dekret för att övervinna allt motstånd från kapitalintressen tills det var säkert att återupprätta demokratin. Han beundrade Oliver Cromwells starka styre och användning av generalmajor för att kontrollera England. Efter att ha tittat närmare på Hitler, Mussolini, Stalin och till och med sin tidigare kollega Oswald Mosley (ledare för den nya fascistiska British Union of Fascists i Storbritannien) drog sig Attlee tillbaka från radikalismen, distanserade sig från Socialist League och hävdade istället att Labourpartiet måste hålla fast vid konstitutionella metoder och stå upp för demokrati och mot totalitarism både till vänster och höger. Han stödde alltid monarkin, och som premiärminister stod han kung Georg VI nära.

### Oppositionsledare
George Lansbury, en övertygad pacifist, avgick som ledare för Labourpartiet vid partikongressen 1935 den 8 oktober, efter att delegaterna röstat för sanktioner mot Italien för dess aggression mot Abessinien. Lansbury hade starkt motsatt sig politiken och kände sig oförmögen att fortsätta leda partiet. Premiärminister Stanley Baldwin utnyttjade oredan inom Labourpartiet och meddelade den 19 oktober att allmänna val skulle hållas den 14 november. Eftersom det inte fanns tid för en ledarskapstävling kom partiet överens om att Attlee skulle fungera som tillfällig ledare, under förutsättning att ett ledarval skulle hållas efter det allmänna valet. Attlee ledde därför Labour genom valet 1935, då partiet delvis gjorde comeback från sitt katastrofala resultat 1931 och fick 38 procent av rösterna, den högsta andelen som Labour hade fått dittills, och fick över hundra platser i parlamentet.
Attlee ställde upp i det efterföljande ledarvalet, som hölls strax därefter, där han utmanades av Herbert Morrison, som just hade återvänt till parlamentet i det senaste valet, och Arthur Greenwood: Morrison sågs som favorit, men misstroddes av många delar av partiet, särskilt vänsterflygeln. Arthur Greenwood var under tiden en populär figur i partiet. Hans försök att bli ledare hämmades dock kraftigt av hans alkoholproblem. Attlee kunde framstå som en kompetent och enande figur, särskilt efter att redan ha lett partiet genom ett allmänt val. Han kom på första plats i både den första och andra valomgången och valdes formellt till ledare för Labourpartiet den 3 december 1935.
Under hela 1920-talet och större delen av 1930-talet hade Labourpartiets officiella politik varit att motsätta sig upprustning och i stället stödja internationalism och kollektiv säkerhet under Nationernas Förbund. Vid Labours partikonferens 1934 förklarade Attlee att "Vi har absolut övergett varje tanke på nationalistisk lojalitet. Vi sätter medvetet en världsordning före vår lojalitet mot vårt eget land. Vi säger att vi vill se något i lagboken som gör vårt folk till världsmedborgare innan de blir medborgare i detta land." Under en debatt om försvaret i underhuset ett år senare sa Attlee: "Vi får höra att det finns faror som vi måste skydda oss mot. Vi tror inte att man kan göra det genom ett nationellt försvar. Vi tror att ni bara kan göra det genom att gå framåt till en ny värld. En värld av lag, avskaffande av de nationella rustningarna med en världsmakt och ett ekonomiskt världssystem. Man kommer att säga mig att det är helt omöjligt." Kort efter dessa kommentarer proklamerade Adolf Hitler att den tyska upprustningen inte utgjorde något hot mot världsfreden. Attlee svarade nästa dag och noterade att Hitlers tal, även om det innehöll ofördelaktiga referenser till Sovjetunionen, skapade "En chans att sätta stopp för kapprustningen ... Vi anser inte att vårt svar till herr Hitler bör vara en rättvis upprustning. Vi befinner oss i en tid av upprustning, men vi på den här sidan kan inte acceptera den positionen."
Attlee spelade ingen större roll i de händelser som ledde fram till Edvard VIII:s abdikation, för trots Baldwins hot om att avgå om Edvard försökte sitta kvar på tronen efter att ha gift sig med Wallis Simpson, var det allmänt accepterat att Labour inte var en livskraftig alternativ regering, på grund av den nationella regeringens överväldigande majoritet i underhuset. Attlee, tillsammans med den liberale ledaren Archibald Sinclair, konsulterades slutligen av Baldwin den 24 november 1936, och Attlee kom överens med både Baldwin och Sinclair om att Edvard inte kunde sitta kvar på tronen, vilket definitivt eliminerade alla utsikter till att en alternativ regering skulle bildas om Baldwin avgick.
I april 1936 lade finansministern Neville Chamberlain fram en budget som ökade anslagen till de väpnade styrkorna. Attlee gjorde en radiosändning i opposition mot det och sade: "[Budgeten] var det naturliga uttrycket för den nuvarande regeringens karaktär. Det fanns knappast någon tillåten ökning för de tjänster som gick till att bygga upp människors liv, utbildning och hälsa. Allt ägnades åt att samla dödens redskap på hög. Kanslern beklagade djupt att han skulle behöva lägga så mycket pengar på vapen, men sade att det var absolut nödvändigt och att det bara berodde på andra nationers handlingar. När man lyssnar till honom skulle man kunna tro att regeringen inte har något ansvar för tillståndet i världspolitiken. [...] Regeringen har nu beslutat sig för att ge sig in i en kapprustning, och folket kommer att få betala för sitt misstag att tro att man kunde lita på den för att genomföra en fredspolitik. [...] Detta är en krigsbudget. Vi kan inte se fram emot några framsteg i sociallagstiftningen. Alla tillgängliga resurser skall avsättas för krigsmateriel."
I juni 1936 uppmanade den konservative parlamentsledamoten Duff Cooper till en engelsk-fransk allians mot en eventuell tysk aggression och uppmanade alla partier att stödja en sådan. Attlee fördömde detta: "Vi säger att varje antydan om en allians av detta slag – en allians där ett land är bundet till ett annat, rätt eller fel, av någon överväldigande nödvändighet – strider mot andan i Nationernas Förbund, strider mot konventionen, strider mot Locarno och strider mot de förpliktelser som detta land har åtagit sig. och strider mot den politik som denna regering bekännar". Vid Labourpartiets konferens i Edinburgh i oktober upprepade Attlee att "det kan inte bli tal om att vi stöder regeringen i dess upprustningspolitik".
Men i och med det ökande hotet från Nazityskland och Nationernas förbunds ineffektivitet förlorade denna politik så småningom sin trovärdighet. 1937 hade Labour gjort sig av med sin pacifistiska ståndpunkt och kom att stödja upprustning och motsätta sig Neville Chamberlains eftergiftspolitik. Attlee och Labourpartiet motsatte sig dock starkt värnplikten när den antogs i april 1939.
I slutet av 1937 besökte Attlee och en grupp på tre parlamentsledamöter från Labour Spanien och den brittiska bataljonen av de internationella brigaderna som stred i det spanska inbördeskriget. Ett av företagen fick namnet "Major Attlee Company" till hans ära. Attlee stödde den republikanska regeringen i Spanien, och vid Labourkonferensen 1937 förmådde han det bredare Labourpartiet att motsätta sig vad han ansåg vara en "fars" med den icke-interventionskommitté som organiserades av de brittiska och franska regeringarna. I underhuset sade Attlee: "Jag kan inte förstå villfarelsen att om Franco vinner med italiensk och tysk hjälp kommer han omedelbart att bli oberoende. Jag tycker att det är ett löjligt förslag." Hugh Dalton, Labourpartiets talesman i utrikespolitik, trodde också att Franco skulle alliera sig med Tyskland och Italien. Francos efterföljande beteende visade dock att det inte var ett så löjligt förslag. Som Dalton senare erkände upprätthöll Franco skickligt den spanska neutraliteten, medan Hitler sannolikt skulle ha ockuperat Spanien om Franco hade förlorat inbördeskriget.
År 1938 motsatte sig Attlee Münchenöverenskommelsen, där Chamberlain förhandlade med Hitler om att ge Tyskland de tysktalande delarna av Tjeckoslovakien, Sudetenland:
"Vi känner alla lättnad över att kriget inte har kommit den här gången... Men vi kan inte känna att freden är sluten, utan att vi inte har något annat än ett vapenstillestånd i ett krigstillstånd. Vi har inte kunnat gå in för bekymmerslös glädje. Vi har känt att vi befinner oss mitt i en tragedi... [och] förnedring. Detta har inte varit en seger för förnuftet och mänskligheten. Det har varit en seger för råstyrkan. I varje skede av förfarandet har det fastställts tidsfrister ... De villkor som fastställts som ultimata. Vi har i dag sett ett tappert, civiliserat och demokratiskt folk förrådas och överlämnas till en hänsynslös despotism. De senaste dagarnas händelser utgör ett av de största diplomatiska nederlag som detta land och Frankrike någonsin har lidit. Det kan inte råda något tvivel om att det är en oerhörd seger för herr Hitler. Utan att avlossa ett enda skott, genom blotta uppvisningen av militär styrka, har han uppnått en dominerande ställning i Europa, som Tyskland inte lyckades erövra efter fyra års krig. Han har rubbat maktbalansen i Europa... [och] förstörde den sista demokratiska fästningen i Östeuropa som stod i vägen för hans ambitioner. Han har öppnat sin väg för de livsmedel, den olja och de resurser som han behöver för att konsolidera sin militära makt, och han har framgångsrikt besegrat och försvagat de krafter som kunde ha stått emot våldets herravälde till vanmakt. [...] Orsaken [till den kris som vi har genomgått] var inte förekomsten av minoriteter i Tjeckoslovakien. Det var inte så att sudettyskarnas ställning hade blivit outhärdlig. Det var inte den underbara principen om självbestämmande. Det var därför att herr Hitler hade bestämt sig för att tiden var mogen för ytterligare ett steg framåt i hans planer på att dominera Europa... Frågan om minoriteter är inte ny. [...] [Och] utan en drastisk och fullständig ommöblering av dessa befolkningar finns det ingen annan möjlig lösning på problemet med minoriteter i Europa än tolerans."
Den nya tjeckoslovakiska staten gav dock inte slovakerna och sudettyskarna lika rättigheter, och historikern Arnold J. Toynbee har redan noterat att "för tyskar, magyarer och polacker, som tillsammans utgör mer än en fjärdedel av hela befolkningen, skiljer sig den nuvarande regimen i Tjeckoslovakien inte väsentligt från regimerna i de omgivande länderna". Anthony Eden erkände i Münchendebatten att det hade förekommit "diskriminering, till och med allvarlig diskriminering" mot sudettyskarna.
År 1937 skrev Attlee en bok med titeln The Labour Party in Perspective som sålde ganska bra där han lade fram några av sina åsikter. Han menade att det inte var någon idé för Labour att kompromissa med sina socialistiska principer i tron att detta skulle leda till valframgångar. Han skrev: "Jag finner att påståendet ofta reduceras till detta – att om Labourpartiet skulle överge sin socialism och anta en liberal plattform, skulle många liberaler med glädje stödja det. Jag har hört det sägas mer än en gång att om Labour bara övergav sin nationaliseringspolitik skulle alla bli nöjda, och det skulle snart få majoritet. Jag är övertygad om att det skulle bli ödesdigert för Labourpartiet." Han skrev också att det inte var någon mening med att "urvattna Labours socialistiska trosbekännelse för att locka till sig nya anhängare som inte kan acceptera den fullständiga socialistiska tron. Tvärtom tror jag att det bara är en tydlig och djärv politik som kommer att få detta stöd".
I slutet av 1930-talet var Attlee fadder till en judisk mor och hennes två barn, vilket gjorde det möjligt för dem att lämna Tyskland 1939 och flytta till Storbritannien. När de anlände till Storbritannien bjöd Attlee in ett av barnen till sitt hem i Stanmore i nordvästra London, där han stannade i flera månader.

## Biträdande premiärminister

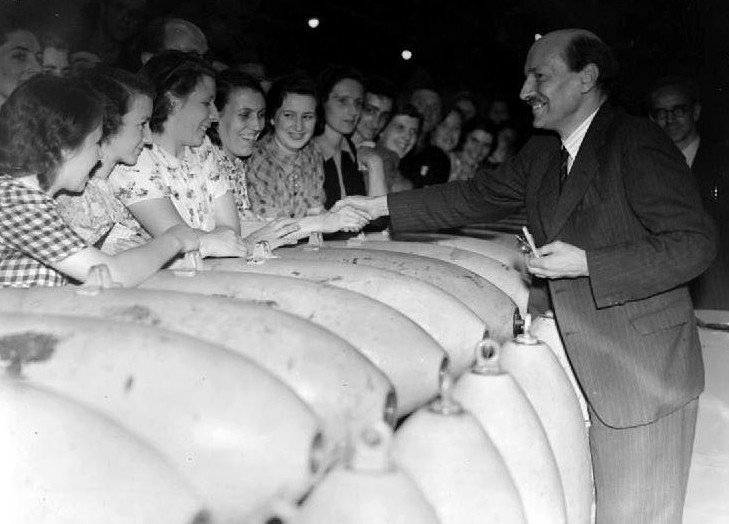
Attlee som Lordsigillbevarare på besök i en vapenfabrik 1941

Attlee stannade kvar på posten som oppositionsledare när andra världskriget bröt ut i september 1939. Den katastrofala norska kampanjen som följde skulle resultera i en misstroendeförklaring mot Neville Chamberlain. Även om Chamberlain överlevde detta, var hans administrationsrykte så allvarligt och offentligt skadat att det stod klart att en koalitionsregering skulle bli nödvändig. Även om Attlee personligen hade varit beredd att tjänstgöra under Chamberlain i en nödkoalitionsregering, skulle han aldrig ha kunnat få Labour med sig. Chamberlain lämnade därför in sin avskedsansökan och Labour och de konservativa gick in i en koalitionsregering ledd av Winston Churchill den 10 maj 1940, och Attlee gick med i kabinettet som Lordsigillbevarare den 12 maj.
Attlee och Churchill kom snabbt överens om att krigskabinettet skulle bestå av tre konservativa ledamöter (till en början Churchill, Chamberlain och Lord Halifax) och två Labourmedlemmar (till en början han själv och Arthur Greenwood) och att Labour skulle ha lite mer än en tredjedel av posterna i koalitionsregeringen. Attlee och Greenwood spelade en viktig roll i att stödja Churchill under en rad debatter i krigskabinettet om huruvida man skulle förhandla om fredsvillkor med Hitler efter Frankrikes fall i maj 1940. Båda stödde Churchill och gav honom den majoritet han behövde i krigskabinettet för att fortsätta Storbritanniens motstånd.
Endast Attlee och Churchill stannade kvar i krigskabinettet från bildandet av den nationella enhetsregeringen i maj 1940 fram till valet i maj 1945. Attlee var till en början Lordsigillbevarare, innan han blev Storbritanniens första vice premiärminister någonsin 1942, samt blev Samväldesminister och Lordpresident den 28 september 1943.
Attlee själv spelade en allmänt lågmäld men viktig roll i den krigstida regeringen, och arbetade bakom kulisserna och i kommittéer för att säkerställa att regeringen fungerade smidigt. I koalitionsregeringen styrdes landet i praktiken av tre sammanlänkade kommittéer. Churchill var ordförande för de två förstnämnda, krigskabinettet och försvarsutskottet, med Attlee som ersättare för honom i dessa, och svarade för regeringen i parlamentet när Churchill var frånvarande. Attlee själv instiftade och var senare ordförande för det tredje organet, Lord President's Committee, som ansvarade för att övervaka inrikes angelägenheter. Eftersom Churchill var mest angelägen om att övervaka krigsansträngningarna, passade detta arrangemang båda männen. Attlee själv hade till stor del varit ansvarig för att skapa dessa arrangemang med Churchills stöd, effektivisera regeringsmaskineriet och avskaffa många kommittéer. Han fungerade också som en medlare i regeringen och slätade över de spänningar som ofta uppstod mellan Labours och de konservativas ministrar.
Många Labouraktivister var förbryllade över den högsta ledarrollen för en man som de ansåg hade föga karisma; Beatrice Webb skrev i sin dagbok i början av 1940:
"Han såg ut och talade som en obetydlig äldre kontorist, utan åtskillnad i röst, sätt eller innehåll i sitt tal. Att inse att denna lilla icke-varelse är Labourpartiets parlamentariska ledare ... och förmodligen är den framtida premiärministern ömkansvärd".

### Valet 1945

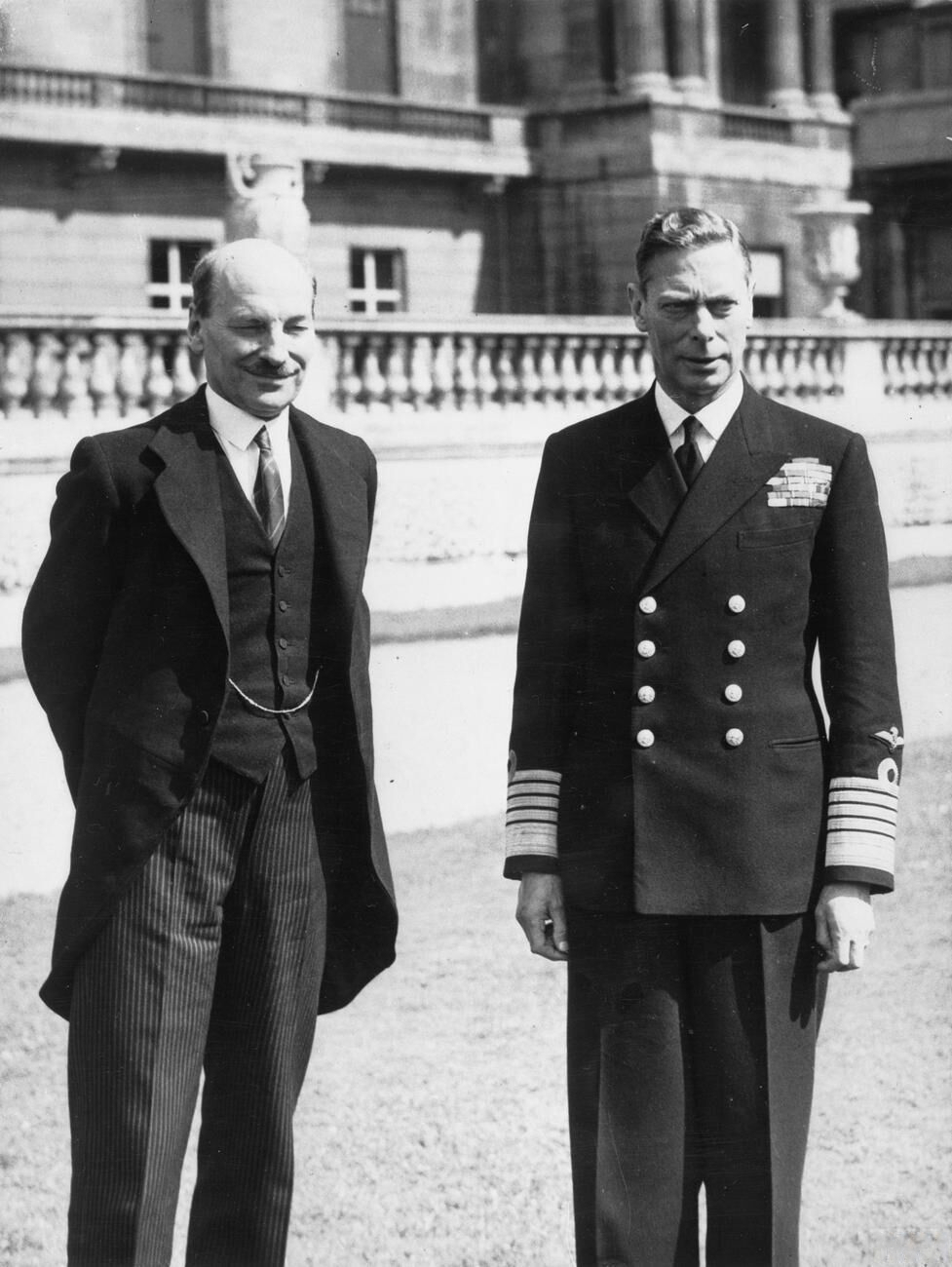
Attlee möter kung George VI efter Labours segerval 1945

Efter Nazitysklands nederlag och slutet på kriget i Europa i maj 1945 förespråkade Attlee och Churchill att koalitionsregeringen skulle sitta kvar tills Japan hade besegrats. Herbert Morrison gjorde dock klart att Labourpartiet inte skulle vara villigt att acceptera detta, och Churchill tvingades lämna in sin avskedsansökan som premiärminister och utlysa ett omedelbart val.
Kriget hade satt igång djupgående sociala förändringar i Storbritannien och hade slutligen lett till en utbredd folklig önskan om sociala reformer. Denna stämning personifierades i Beveridgerapporten från 1942 av den liberale ekonomen William Beveridge. Rapporten utgick från att upprätthållandet av full sysselsättning skulle vara målet för efterkrigsregeringarna, och att detta skulle utgöra grunden för välfärdsstaten. Omedelbart efter att den släpptes sålde den hundratusentals exemplar. Alla större partier förband sig att uppfylla detta mål, men de flesta historiker säger att Attlees Labourparti sågs av väljarna som det parti som var mest troligt att fullfölja det.
Labour kampanjade på temat "Let Us Face the Future" ("Låt oss möta framtiden") och positionerade sig som det parti som var bäst lämpat att återuppbygga Storbritannien efter kriget, och ansågs allmänt ha drivit en stark och positiv kampanj, medan de konservativas kampanj helt fokuserade på Churchill. Trots att opinionsundersökningarna visade på en stark ledning för Labour, betraktades opinionsundersökningarna då som en nyhet som inte hade bevisat sitt värde, och de flesta kommentatorer förväntade sig att Churchills prestige och status som "krigshjälte" skulle garantera en bekväm seger för de konservativa. Före valdagen förutspådde The Manchester Guardian att "chanserna för Labour att ta över landet och få en klar majoritet ... är ganska avlägsna". Tidningen News of the World förutspådde en fungerande konservativ majoritet, medan en förståsigpåare i Glasgow förutspådde resultatet som 360 konservativa, 220 Labour och övriga 60. Churchill gjorde dock några kostsamma misstag under kampanjen. I synnerhet hans antydan under en radiosändning om att en framtida Labourregering skulle kräva "någon form av Gestapo" för att genomföra sin politik ansågs allmänt vara mycket osmakligt och slog tillbaka kraftigt.
När valresultatet tillkännagavs den 26 juli kom det som en överraskning för de flesta, inklusive Attlee själv. Labour hade vunnit makten med en stor jordskredsseger och fick 47,7 procent av rösterna mot de konservativas 36 procent. Detta gav dem 393 platser i underhuset, en majoritet på 146. Det var första gången i historien som Labourpartiet fick majoritet i parlamentet. När Attlee for iväg för att träffa kung George VI på Buckingham Palace för att bli utnämnd till premiärminister, stod den notoriskt lakoniske Attlee och den berömda tunghäftade kungen tysta. Till slut fällde Attlee kommentaren "Jag har vunnit valet". Kungen svarade: "Jag vet. Jag hörde det på sexnyheterna".

## Premiärminister

### Inrikespolitik
Författaren Martin Francis (1995) hävdar att det rådde konsensus både i Labours nationella exekutivkommitté och på partikonferenser om en definition av socialism som betonade moralisk förbättring såväl som materiell förbättring. Attlees regering hade åtagit sig att återuppbygga det brittiska samhället som ett etiskt samvälde, genom att använda offentligt ägande och kontroll för att avskaffa extrem rikedom och fattigdom. Labours ideologi stod i skarp kontrast till det samtida konservativa partiets försvar av individualism, ärvda privilegier och inkomstskillnader. Den 5 juli 1948 svarade Clement Attlee på ett brev daterat den 22 juni 1948 från James Murray och tio andra parlamentsledamöter som uttryckte oro över de västindier som anlände ombord på HMT Empire Windrush. När det gäller premiärministern själv var han inte särskilt fokuserad på den ekonomiska politiken, utan lät andra sköta frågorna.

#### Förstatligande
Attlees regering genomförde också sitt manifest där de lovade att nationalisera basindustrier och allmännyttiga företag. Bank of England och den civila luftfarten nationaliserades 1946. Kolbrytning, järnvägar, vägtransporter, kanaler och Cable and Wireless förstatligades 1947, och elektricitet och gas följde efter 1948. Stålindustrin förstatligades 1951. År 1951 hade cirka 20 procent av den brittiska ekonomin övergått i statligt ägande.
Förstatligandet misslyckades med att ge arbetarna mer att säga till om i driften av de industrier där de arbetade. Den medförde dock betydande materiella vinster för arbetstagarna i form av högre löner, arbetstidsförkortning och förbättringar av arbetsförhållandena, särskilt när det gällde säkerheten. Som historikern Eric Shaw noterade om åren efter nationaliseringen, blev el- och gasförsörjningsföretagen "imponerande modeller för offentlig företagsamhet" när det gäller effektivitet, och National Coal Board var inte bara lönsamt, utan arbetsvillkoren för gruvarbetarna hade också förbättrats avsevärt.
Inom några år efter förstatligandet hade ett antal progressiva åtgärder genomförts som gjorde mycket för att förbättra förhållandena i gruvorna, bland annat bättre löner, en femdagars arbetsvecka, ett nationellt säkerhetssystem (med lämpliga standarder vid alla gruvor), ett förbud för pojkar under 16 år att gå under jorden, införandet av utbildning för nykomlingar innan de gick ner till kolgruvan, och skapandet av "pithead-bad" till en standardanläggning.
Den nyinrättade National Coal Board erbjöd sjuklön och semesterersättning till gruvarbetare. Som Martin Francis noterade:
"Fackföreningsledarna såg nationalisering som ett sätt att uppnå en mer fördelaktig position inom ramen för en fortsatt konflikt, snarare än som en möjlighet att ersätta den gamla kontradiktoriska formen av arbetsmarknadsrelationer. Dessutom uppvisade de flesta arbetare i nationaliserade industrier en väsentligen instrumentalistisk attityd och förespråkade offentligt ägande eftersom det garanterade anställningstrygghet och förbättrade löner snarare än för att det lovade skapandet av en ny uppsättning socialistiska förhållanden på arbetsplatserna."

#### Hälsa

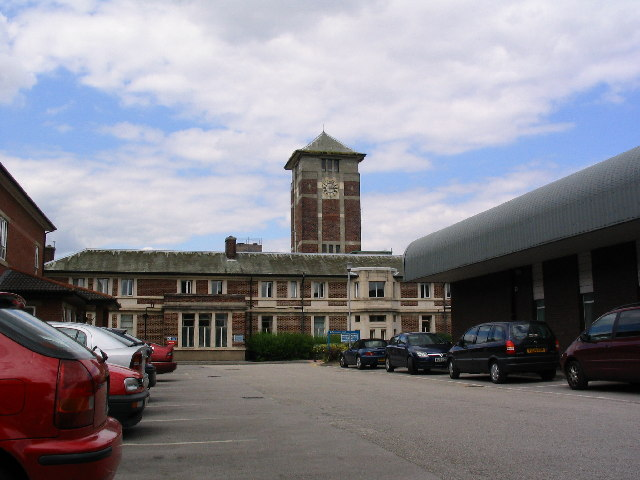
Trafford General Hospital, känt som födelseplatsen för NHS

Attlees hälsominister Aneurin Bevan kämpade hårt mot det allmänna missnöjet från det medicinska etablissemanget, inklusive British Medical Association, genom att skapa National Health Service 1948. Det var ett offentligt finansierat hälso- och sjukvårdssystem som erbjöd behandling till alla, oavsett inkomst, gratis vid användningstillfället. Som en återspegling av den uppdämda efterfrågan som länge hade funnits på medicinska tjänster behandlade NHS cirka 8,5 miljoner tandvårdspatienter och delade ut mer än 5 miljoner par glasögon under sitt första verksamhetsår.
Konsulterna gynnades av det nya systemet genom att få löner som gav en acceptabel levnadsstandard utan att de behövde anlita privatpraktik. NHS medförde stora förbättringar av arbetarklassens hälsa, med dödsfall från difteri, lunginflammation och tuberkulos betydligt färre. Även om det ofta förekom dispyter om dess organisation och finansiering, fortsatte brittiska politiska partier att uttrycka sitt allmänna stöd för NHS för att förbli valbara.
På hälso- och sjukvårdsområdet anslogs medel till moderniserings- och utvidgningsprojekt som syftade till att förbättra den administrativa effektiviteten. Förbättringar gjordes på vårdplatserna för att kunna rekrytera fler sjuksköterskor och minska bristen på arbetskraft, som höll 60 000 sängar ur bruk, och ansträngningar gjordes för att minska obalansen "mellan ett överskott av feber- och tuberkulossängar (TBC) och brist på förlossningsplatser".
BCG-vaccinationer infördes för att skydda läkarstudenter, barnmorskor, sjuksköterskor och kontakter till patienter med tuberkulos, ett pensionssystem inrättades för anställda i det nyinrättade NHS, National Health Service (Superannuation) Regulations 1947 fastställde ett antal bestämmelser för förmånstagare, inklusive en officerspension och pensionsavgång, ett skadetraktamente, gratifikationer vid dödsfall, änkepension och tilläggsutbetalningar för särskilda klasser av officerare. Det har också föreskrivits att en del av pensionen eller ersättningen vid olycksfall skall betalas ut till den underhållsberättigades make/maka.
I 1948 års lag om radioaktiva ämnen (Radioactive Substances Act 1948) fastställs allmänna bestämmelser för kontroll av radioaktiva ämnen. Ett stort antal mindre reformer infördes också, av vilka några var till stor nytta för vissa delar av det brittiska samhället, såsom de mentalt eftersatta och de blinda. Mellan 1948 och 1951 ökade Attlees regering utgifterna för hälso- och sjukvård från 6 miljarder pund till 11 miljarder pund: en ökning med över 80 procent, och från 2,1 procent till 3,6 procent av BNP.

#### Välfärd
Regeringen satte igång med att genomföra William Beveridges planer för att skapa ett Välfärdssamhälle "från vaggan till graven" och införde ett helt nytt socialförsäkringssystem. En av de viktigaste lagarna var National Insurance Act 1946, där människor som arbetade betalade en fast avgift från den nationella försäkringen. I gengäld var de (och hustrurna till manliga bidragsgivare) berättigade till schablonpension, sjukpenning, arbetslöshetsersättning och begravningsbidrag. Olika bestämmelser inkluderades i National Insurance Act 1946, bland annat arbetslöshets- och sjukpenning, moderskapsbidrag och vårdbidrag, änkepenning, änkepension i särskilda fall, förmyndarbidrag, ålderspension och dödsfallsersättning.
Olika andra rättsakter innehöll bestämmelser om barnbidrag och stöd till personer som inte hade någon annan inkomstkälla. År 1949 befriades arbetslöshets-, sjuk- och moderskapsförmåner från beskattning.
Ett blockbidrag som infördes 1948 hjälpte de sociala tjänster som kommunerna tillhandahöll. Personliga sociala tjänster eller välfärdstjänster utvecklades 1948 för individer och familjer i allmänhet, särskilt speciella grupper som psykiskt sjuka, berövade barn, äldre och handikappade.
Attlee-regeringen ökade pensioner och andra förmåner, och pensionerna höjdes så att de blev en inkomst som gick att leva på mer än de någonsin hade varit. Krigspensioner och traktamenten (för båda världskrigen) höjdes genom en lag från 1946 som gav den sårade mannen ersättning för sin hustru och sina barn om han gifte sig efter att han hade blivit sårad, och därmed undanröjde ett klagomål som funnits i mer än tjugo år. Andra förbättringar gjordes i krigspensionerna under Attlees tid som premiärminister. Ett konstant assistansbidrag tredubblades, ett arbetslöshetsbidrag tredubblades från 10 shilling till 30 shilling i veckan, och ett särskilt nödbidrag på upp till 1 pund i veckan infördes. I 1951 års budget förbättrades dessutom tilläggsbidragen för många krigspensionärer ytterligare. Från och med 1945 hade tre av fyra pensionsansökningar beviljats, medan endast en av tre pensionsansökningar beviljades efter första världskriget. Enligt 1948 års lag om pensionsavgång (Miscellaneous Provisions) Act 1948 kunde anställda vid ett organ som företrädde lokala myndigheter eller tjänstemän vid lokala myndigheter få tillträde "på lämpliga villkor till en lokal myndighets pensionsfond". År 1951 infördes ett bekvämlighetsbidrag som automatiskt utbetalades till krigspensionärer "som fick arbetslöshetstillägg och assistansersättning".
Systemet för personskador (civila) från 1947 inkluderade olika förmåner, såsom en exceptionell maximal nivå av konstant assistans på 40 shilling i veckan, och en ersättning för slitage av kläder orsakade av användning av proteser och apparater. Dessutom var bidrag som betalats ut medan en pensionär har genomgått sluten vård "normalt inte längre föremål för avdrag på grund av minskade utgifter i hemmet". Olika ändringar gjordes också i fråga om förvärvsarbetande som ådragit sig krigsskador och frivilliga inom civilförsvaret som skadats i krigstjänst. Det rörde sig bland annat om bidrag för hustru och barn till skadade som erhöll olycksfallsersättning eller invaliditetspension, ändringar i bestämmelserna om bidrag till en pensionär som bedömts vara oanställbar på grund av sin pensionsinvaliditet "för att säkerställa att han sammanlagt får bidrag vid arbetslöshet och alla sociala förmåner som han är berättigad till minst 20 shilling i veckan utöver sin pension, "Höjningar av det bidrag som betalas ut för en hustru till en person som får behandlingsbidrag, arbetslöshetsbidrag eller olycksfallsbidrag på vissa villkor och "om inget bidrag betalas ut för en hustru kan ett bidrag beviljas för en vuxen som är beroende av henne för sin försörjning" och ett bidrag för sociala svårigheter för delvis funktionshindrade män "som, även om de inte är oanställbara, på grund av sin pensionsinvaliditet är förhindrade att återuppta sitt tidigare arbete eller ta ett motsvarande yrke." Dessutom: "Om en man avlider som en direkt följd av en kvalificerande skada kan hans änka beviljas pension (med bidrag för hans barn) utan hänsyn till tidpunkten för giftermålet."
Ett mer omfattande system för sociala förmåner hade inrättats av Attlees regering, vilket gjorde mycket för att minska den akuta sociala misären. Den kumulativa effekten av Attlees regerings hälso- och välfärdspolitik var sådan att alla hälsoindikatorer (såsom statistik över skolläkare eller tandläkare, eller över hälso- och sjukvårdstjänstemän) visade tecken på förbättring, med kontinuerliga förbättringar av överlevnadsgraden för spädbarn och ökad förväntad livslängd för äldre. Framgången för Attlee-regeringens välfärdslagstiftning när det gällde att minska fattigdomen var så stor att i de allmänna valen 1950, enligt en studie, "kunde Labourpropagandan göra en stor sak av påståendet att socialförsäkringarna hade utrotat 1930-talets mest eländiga misär".

#### Utbildning
Attlees regering såg till att bestämmelserna i 1944 års utbildningslag genomfördes fullt ut, och att gratis gymnasieutbildning blev en rättighet för första gången. Avgifterna i de statliga läroverken avskaffades och nya, moderna läroverk byggdes.
Skolåldern höjdes till 15 år 1947, en prestation som underlättades av initiativ som HORSA ("Huts Operation for Raising the School-leaving Age") och S.F.O.R.S.A. programmet. Universitetsstipendier infördes för att säkerställa att ingen som var kvalificerad "skulle berövas en universitetsutbildning av ekonomiska skäl", samtidigt som ett stort skolbyggnadsprogram organiserades. University scholarships were introduced to ensure that no one who was qualified "should be deprived of a university education for financial reasons", while a large school building programme was organised. Antalet utbildade lärare ökade snabbt och antalet nya skolplatser också.
Ökade medel från statskassan gjordes tillgängliga för utbildning, särskilt för att uppgradera skolbyggnader som lidit åratal av försummelse och krigsskador. Prefabricerade klassrum byggdes och 928 nya grundskolor byggdes mellan 1945 och 1950. Utbudet av avgiftsfria skolmåltider utvidgades och möjligheterna för dem som kom in på universiteten utökades. Statliga stipendier till universitet ökades, och regeringen antog en policy för att komplettera universitetens stipendier till en nivå som var tillräcklig för att täcka avgifter plus underhåll.
Många tusen före detta militärer fick hjälp att gå igenom högstadiet som aldrig skulle ha kunnat föreställa sig det före kriget. Gratis mjölk gjordes också för första gången tillgänglig för alla skolbarn. Dessutom ökade utgifterna för teknisk utbildning, och antalet förskolor ökade. Lärarnas löner förbättrades också och medel anslogs för att förbättra de befintliga skolorna.
År 1947 bildades Arts Council of Great Britain för att uppmuntra konsten.
Utbildningsministeriet inrättades i enlighet med 1944 års lag, och gratis County Colleges inrättades för obligatorisk deltidsundervisning av tonåringar mellan 15 och 18 år som inte studerade på heltid. Ett nödutbildningsprogram infördes också, vilket resulterade i ytterligare 25 000 lärare 1945-1951. År 1947 inrättades regionala rådgivande nämnder för att sammanföra näringsliv och utbildning för att ta reda på de unga arbetarnas behov "och ge råd om vilka åtgärder som behövdes och för att säkerställa en rimlig sparsamhet i försörjningen". Samma år bildades tretton områdesutbildningsorganisationer i England och en i Wales för att samordna lärarutbildningen.
Attlees regering misslyckades emellertid med att införa den Enhetsskola som många socialister hade hoppats på. Denna reform genomfördes så småningom av Harold Wilsons regering. Under sin tid vid makten ökade Attlee-regeringen utgifterna för utbildning med över 50 procent, från 6,5 miljarder pund till 10 miljarder pund.

#### Ekonomi

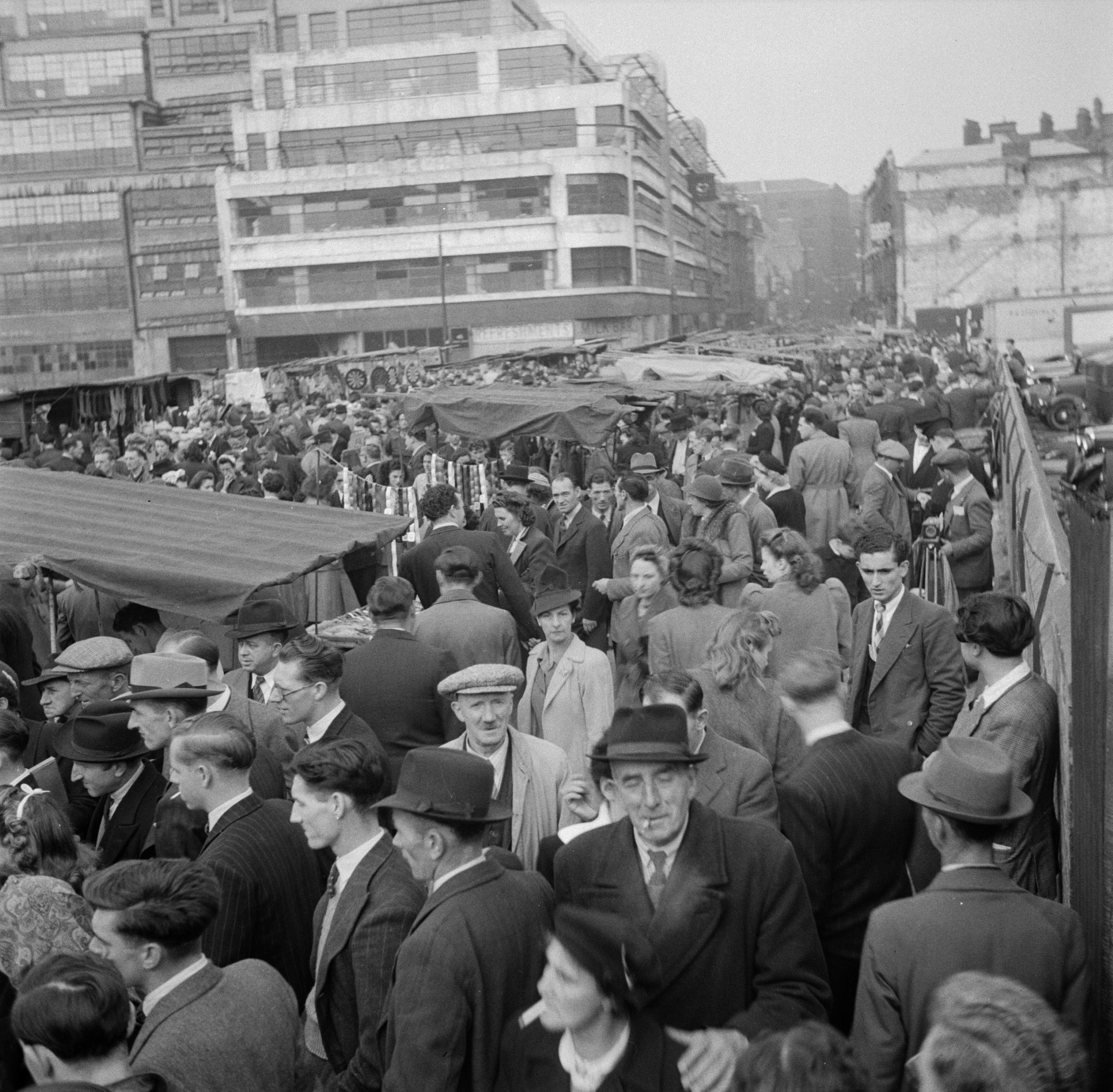
Petticoat Lane Market i London, 1947

Det största problemet som Attlee och hans ministrar stod inför var fortfarande ekonomin, eftersom krigsansträngningarna hade gjort Storbritannien nästan bankrutt. Utländska investeringar hade förbrukats för att betala för kriget. Övergången till en fredstida ekonomi och upprätthållandet av strategiska militära åtaganden utomlands ledde till fortsatta och allvarliga problem med handelsbalansen. Detta resulterade i att den strikta ransoneringen av livsmedel och andra nödvändiga varor fortsatte under efterkrigstiden för att tvinga fram en minskning av konsumtionen i ett försök att begränsa importen, öka exporten och stabilisera det brittiska pundet så att Storbritannien kunde handla sig ur sin finansiella situation.
Det abrupta slutet på det amerikanska Lend-Lease-programmet i augusti 1945 var nära att orsaka en kris. En viss lättnad gavs av det angloamerikanska lånet, som förhandlades fram i december 1945. Villkoren för lånet var bland annat att pundet skulle vara fullt konvertibelt mot den amerikanska dollarn. När detta infördes i juli 1947 ledde det till en valutakris och konvertibiliteten fick dras in efter bara fem veckor.  Storbritannien drog nytta av det amerikanska Marshallhjälpsprogrammet 1948 och den ekonomiska situationen förbättrades avsevärt. En annan betalningsbalanskris 1949 tvingade finansminister Stafford Cripps till en devalvering av pundet.
Trots dessa problem var en av de viktigaste framgångarna för Attlees regering att upprätthålla nästan full sysselsättning. Regeringen upprätthöll det mesta av krigstida kontroll över ekonomin, inklusive kontroll över fördelningen av material och arbetskraft, och arbetslösheten steg sällan över 500 000, eller 3 procent av den totala arbetskraften. Brist på arbetskraft visade sig vara ett allt vanligare problem. Inflationstakten hölls också låg under hans mandatperiod. Arbetslösheten steg sällan över 2 procent under Attlees tid vid makten, samtidigt som det inte fanns någon hård kärna av långtidsarbetslösa. Både produktionen och produktiviteten ökade till följd av ny utrustning, samtidigt som den genomsnittliga arbetsveckan förkortades.
Regeringen var mindre framgångsrik när det gällde bostäder, vilket var Aneurin Bevans ansvar. Regeringen hade som mål att bygga 400 000 nya hus per år för att ersätta dem som hade förstörts i kriget, men brist på material och arbetskraft gjorde att mindre än hälften av dessa hus byggdes. Ändå fick miljontals människor nya hem som ett resultat av Attlee-regeringens bostadspolitik. Mellan augusti 1945 och december 1951 färdigställdes 1 016 349 nya bostäder i England, Skottland och Wales.
När Attlees regering röstades bort 1951 hade ekonomin förbättrats jämfört med 1945. Perioden från 1946 till 1951 präglades av kontinuerlig full sysselsättning och stadigt stigande levnadsstandard, som ökade med cirka 10 procent varje år. Under samma period växte ekonomin med 3 procent per år, och 1951 hade Storbritannien "den bästa ekonomiska utvecklingen i Europa, medan produktionen per person ökade snabbare än i USA". Noggrann planering efter 1945 säkerställde också att demobiliseringen genomfördes utan att det hade en negativ inverkan på den ekonomiska återhämtningen, och att arbetslösheten stannade på mycket låga nivåer. Dessutom ökade antalet bilar på vägarna från 3 miljoner till 5 miljoner från 1945 till 1951, och många fler människor än någonsin tidigare tog semester vid havet. En lag om monopol och konkurrensbegränsande förfaranden (utredning och kontroll) antogs 1948, som gjorde det möjligt att undersöka konkurrensbegränsande förfaranden och monopol. Vissa ekonomiska historiker har dock hävdat att Storbritannien misslyckades med att utvecklas ekonomiskt efter kriget, och att man misslyckades med att stödja industrin, vilket ledde till att ekonomin inte återhämtade sig lika effektivt som Tyskland.

#### Energi
År 1947 blev ett särskilt svårt år för regeringen. En exceptionellt kall vinter det året fick kolgruvorna att frysa och upphöra med produktionen, vilket ledde till omfattande strömavbrott och livsmedelsbrist. Bränsle- och energiministern Emanuel Shinwell fick mycket kritik för att ha misslyckats med att säkerställa tillräckliga kollager och avgick snart från sin post. De konservativa utnyttjade krisen med slagordet "Svält med Strachey och frys med Shinwell" ('Starve with Strachey and shiver with Shinwell') (med hänvisning till livsmedelsministern John Strachey).
Krisen ledde till en misslyckad komplott av Hugh Dalton att ersätta Attlee som premiärminister med Ernest Bevin. Senare samma år försökte Stafford Cripps övertala Attlee att ställa upp för Bevin. Dessa planer ebbade ut efter att Bevin vägrade att samarbeta. Senare samma år avgick Dalton som minister efter att av misstag ha läckt detaljer om budgeten till en journalist. Han ersattes av Cripps.

### Utrikespolitik
När det gäller utrikesfrågor ägnade sig Attlees regering åt fyra huvudfrågor: Europa efter kriget, det kalla krigets början, upprättandet av Förenta nationerna och avkolonisering. De två förstnämnda var nära besläktade och Attlee biträddes av utrikesminister Ernest Bevin. Attlee deltog också i de senare stadierna av Potsdamkonferensen, där han förhandlade med USA:s president Harry S. Truman och Sovjetunionens Josef Stalin.

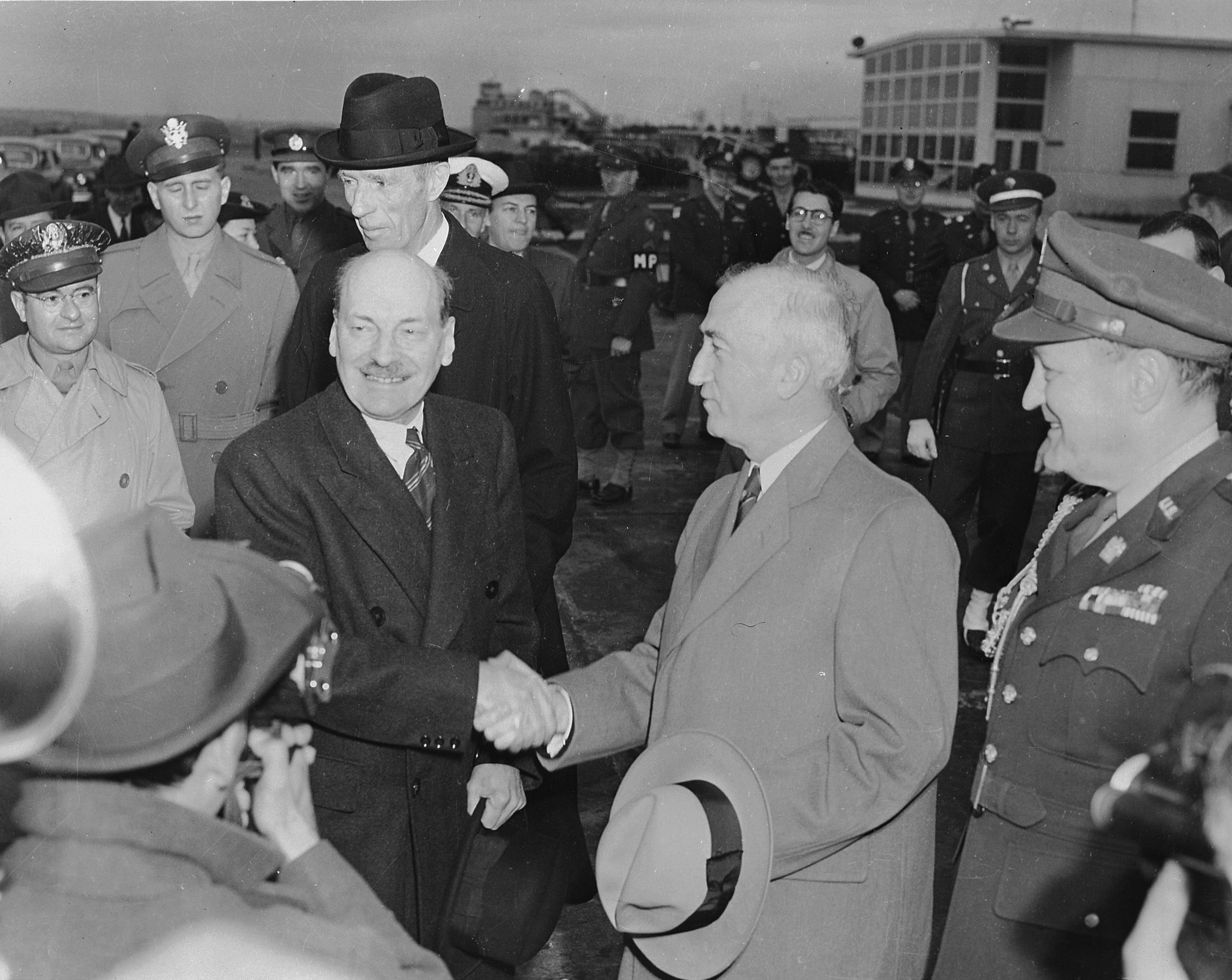
Attlee skakar hand med USA:s utrikesminister James F. Byrnes när han anländer till National Airport i Washington 1945

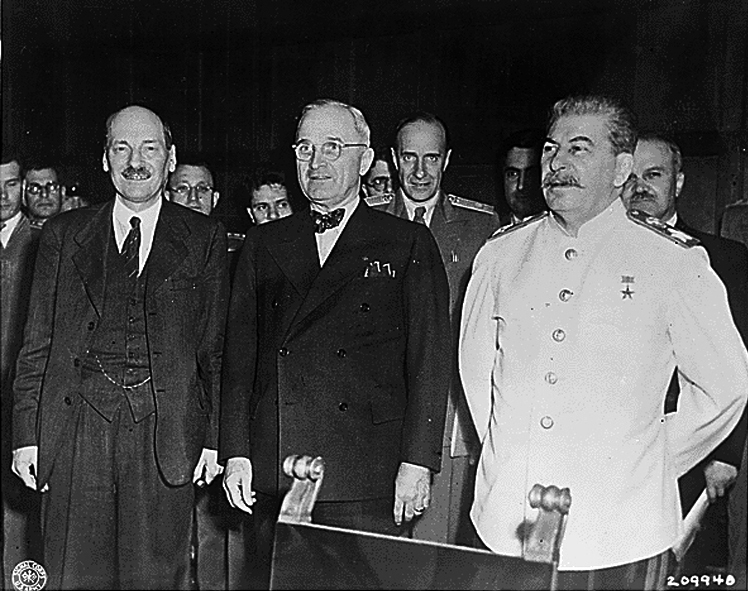
Attlee med Harry S. Truman och Joseph Stalin vid Potsdamkonferensen, 1945

Omedelbart efter kriget stod regeringen inför utmaningen att hantera relationerna med Storbritanniens tidigare allierade under kriget, Stalin och Sovjetunionen. Ernest Bevin var en passionerad antikommunist, till stor del baserad på sin erfarenhet av att bekämpa kommunistiskt inflytande i fackföreningsrörelsen. Bevins första närmande till Sovjetunionen som utrikesminister var "försiktig och misstänksam, men inte automatiskt fientlig". Attlee själv eftersträvade varma relationer med Stalin. Han satte sin tillit till Förenta nationerna, förkastade föreställningarna om att Sovjetunionen var inställt på att erövra världen och varnade för att om man behandlade Moskva som en fiende skulle det bli det. Detta gjorde att Attlee hamnade i konflikt med sin utrikesminister, utrikesdepartementet och militären som alla såg Sovjet som ett växande hot mot Storbritanniens roll i Mellanöstern. Plötsligt, i januari 1947, gjorde Attlee en helomvändning och höll med Bevin om en hårdför antisovjetisk politik.
I en tidig "goodwill"-gest som senare blev starkt kritiserad, tillät Attlee-regeringen Sovjet att köpa, enligt villkoren i ett handelsavtal mellan Storbritannien och Sovjetunionen från 1946, totalt 25 Rolls-Royce Nene-jetmotorer i september 1947 och mars 1948. Avtalet innehöll en överenskommelse om att inte använda dem för militära ändamål. Priset fastställdes i ett kommersiellt avtal. Totalt såldes 55 jetmotorer till Sovjetunionen 1947. Det kalla kriget intensifierades dock under denna period och Sovjet, som vid den tiden låg långt efter väst i jetteknik, omvände Nene och installerade sin egen version i MiG-15 jaktplan. Detta användes med gott resultat mot amerikansk-brittiska styrkor under det efterföljande Koreakriget, liksom i flera senare MiG-modeller.
Efter att Stalin tog politisk kontroll över större delen av Östeuropa och började undergräva andra regeringar på Balkanhalvön, besannades Attlees och Bevins värsta farhågor om sovjetiska avsikter. Attlee-regeringen spelade sedan en avgörande roll i skapandet av den framgångsrika försvarsalliansen NATO för att skydda Västeuropa mot en sovjetisk expansion.. Attlees kabinett var ett viktigt bidrag till den ekonomiska stabiliteten i efterkrigstidens Europa och spelade en avgörande roll för att främja den amerikanska Marshallplanen för ekonomisk återhämtning i Europa. Han kallade det en av de "mest djärva, upplysta och godmodiga handlingarna i nationernas historia".
En grupp parlamentsledamöter från Labour, organiserade under parollen "Håll vänstern", uppmanade regeringen att hitta en medelväg mellan de två framväxande supermakterna och förespråkade skapandet av en "tredje kraft" av europeiska makter som skulle stå mellan USA och Sovjetunionen. Försämrade relationer mellan Storbritannien och Sovjetunionen, liksom Storbritanniens ekonomiska beroende av Amerika efter Marshallplanen, styrde dock politiken mot att stödja USA. I januari 1947 ledde rädslan för både Sovjets och USA:s kärnvapenavsikter till ett hemligt kabinettsmöte, där beslutet fattades att gå vidare med utvecklingen av Storbritanniens oberoende kärnvapenavskräckningsmedel, en fråga som senare orsakade en splittring inom Labourpartiet. Storbritanniens första lyckade kärnvapenprov skedde dock inte förrän 1952, ett år efter att Attlee hade lämnat presidentposten.
Hamnstrejken i London i juli 1949, som leddes av kommunister, slogs ned när Attlee-regeringen skickade in 13 000 armésoldater och antog särskild lagstiftning för att omedelbart få slut på strejken. Hans svar avslöjar Attlees växande oro för att den sovjetiska expansionismen, som stöddes av det brittiska kommunistpartiet, var ett verkligt hot mot den nationella säkerheten, och att hamnarna var mycket sårbara för sabotage som beordrades av Moskva. Han noterade att strejken inte orsakades av lokalt missnöje, utan för att hjälpa kommunistiska fackföreningar som strejkade i Kanada. Attlee höll med MI5 om att han stod inför "ett mycket närvarande hot".

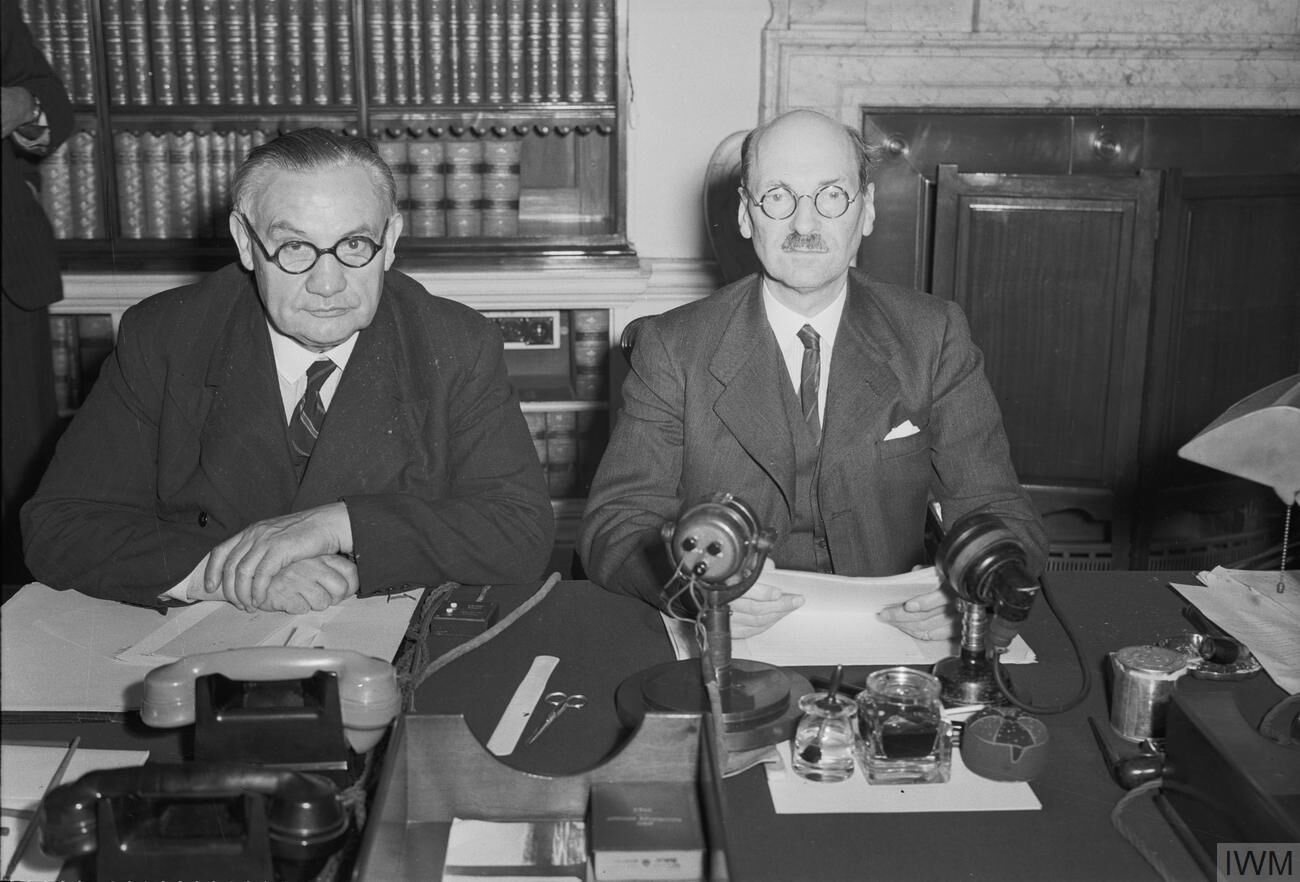
Utrikesminister Ernest Bevin (vänster) med Attlee 1945

#### Avkolonisering
Avkolonisering var aldrig en stor valfråga, men Attlee gav frågan stor uppmärksamhet och var den främste ledaren i början av processen för avkolonisering av det brittiska imperiet.

#### Östasien
I augusti 1948 ledde de kinesiska kommunisternas segrar till att Attlee började förbereda sig för ett kommunistiskt övertagande av Kina. Man höll konsulat öppna i kommunistkontrollerade områden och avvisade de kinesiska nationalisternas begäran om att brittiska medborgare skulle hjälpa till i försvaret av Shanghai. I december drog regeringen slutsatsen att även om brittisk egendom i Kina sannolikt skulle nationaliseras, skulle brittiska handlare i det långa loppet gynnas av ett stabilt, industrialiserande kommunistiskt Kina. Att behålla Hongkong var särskilt viktigt för honom. Trots att de kinesiska kommunisterna lovade att inte blanda sig i dess styre, förstärkte Storbritannien Hongkongs garnison under 1949. När den segerrika kinesiska kommunistregeringen den 1 oktober 1949 förklarade att den skulle utbyta diplomater med alla länder som avslutade förbindelserna med de kinesiska nationalisterna, blev Storbritannien det första västlandet som formellt erkände Folkrepubliken Kina i januari 1950. År 1954 besökte en delegation från Labourpartiet, däribland Attlee, Kina på inbjudan av den dåvarande utrikesministern Zhou Enlai. Attlee blev den förste högt uppsatta västerländska politikern att träffa Mao Zedong.

#### Sydasien
Attlee orkestrerade beviljandet av självständighet till Indien och Pakistan 1947. Attlee hade 1928-1934 varit medlem av Indian Statutory Commission (även känd som Simon Commission). Han blev Labourpartiets expert på Indien och 1934 var han fast besluten att ge Indien samma status som Kanada, Australien, Nya Zeeland och Sydafrika nyligen hade fått. Han mötte starkt motstånd från de hårdnackade konservativa imperialisterna, med Churchill i spetsen, som motsatte sig både självständighet och de försök som leddes av förre premiärminister Stanley Baldwin att inrätta ett system med begränsad lokal kontroll av indierna själva. Attlee och Labours ledning var välvilligt inställda till både Kongresspartiet, som leddes av Jawaharlal Nehru, och den pakistanska rörelsen, som leddes av Muhammad Ali Jinnah. Under andra världskriget var Attlee ansvarig för indiska angelägenheter. Han inrättade Cripps Mission 1942, som försökte och misslyckades med att föra samman fraktionerna. När Kongresspartiet uppmanade till passivt motstånd i Quit India-rörelsen 1942-1945 var det den brittiska regimen som beordrade att tiotusentals kongressledare skulle arresteras och interneras i stor utsträckning som en del av sina ansträngningar att krossa revolten.
Labours valmanifest 1945 uppmanade till "Indiens framsteg mot ansvarsfullt självstyre". År 1942 försökte det brittiska styret värva alla större politiska partier till stöd för krigsansträngningarna. Kongressen, ledd av Nehru och Gandhi, krävde omedelbar självständighet och full kontroll av hela Indien. Detta krav avvisades av britterna, och Kongresspartiet motsatte sig krigsansträngningarna med sin "Quit India"-kampanj. Raj svarade omedelbart 1942 med att fängsla de viktigaste nationella, regionala och lokala ledarna för Kongresspartiet under hela tiden. Attlee hade inga invändningar. Däremot stödde All India Muslim League, som leddes av Muhammad Ali Jinnah, starkt krigsansträngningarna. De utvidgade i hög grad sitt medlemsantal och vann Londons gunst för sitt beslut. Attlee behöll en förkärlek för Kongresspartiet och fram till 1946 accepterade de deras tes att de var ett icke-religiöst parti som accepterade hinduer, muslimer, sikher och alla andra. Icke desto mindre uppmuntrade denna meningsskiljaktighet mellan Kongresspartiet och Muslim League om den brittiska krigsansträngningen Attlee och hans regering att överväga ytterligare förhandlingar med Muslim League.
Muslim League insisterade på att det var den enda sanna representanten för alla muslimer i Indien. När våldet eskalerade i Indien efter kriget, men med den brittiska finansmakten på botten, var ett storskaligt militärt ingripande omöjligt. Vicekung Wavell sade att han behövde ytterligare sju armédivisioner för att förhindra våldsamheter mellan folkgrupperna om självständighetsförhandlingarna misslyckades. Inga divisioner fanns tillgängliga; Självständighet var det enda alternativet. Med tanke på de ökande kraven från Muslim League innebar självständighet en delning som avskilde det starkt muslimska Pakistan från huvuddelen av Indien. Efter att ha blivit premiärminister 1945 planerade Attlee ursprungligen att ge Indien status som dominion 1948.
Attlee ansåg i sina memoarer att det "traditionella" kolonialstyret i Asien inte längre var livskraftigt. Han sade att han förväntade sig att den skulle möta förnyat motstånd efter kriget, både från lokala nationella rörelser och från USA. Premiärministerns levnadstecknare John Bew säger att Attlee hoppades på en övergång till en multilateral världsordning och ett samvälde, och att det gamla brittiska imperiet "inte skulle stödjas bortom sin naturliga livslängd" och i stället avslutas "på rätt sätt". Hans finansminister Hugh Dalton fruktade under tiden att Storbritannien efter kriget inte längre hade råd med sitt imperium.
Till slut gav Labourregeringen Indien och Pakistan full självständighet 1947 genom Indian Independence Act 1947. Detta innebar att man skapade en avgränsning mellan de två regionerna som var känd som Radcliffelinjen. Gränsen mellan de nybildade staterna Pakistan och Indien innebar en omfattande omflyttning av miljontals hinduer, sikher och muslimer. Nästan omedelbart följde extremt anti-hinduiskt och anti-sikhiskt våld i Lahore, Multan och Dacca när Punjab-provinsen och Bengalen-provinsen delades i Indiens delning. Detta följdes av en snabb ökning av det utbredda antimuslimska våldet i flera områden, bland annat Amritsar, Rajkot, Jaipur, Calcutta och Delhi. Historikern Yasmin Khan uppskattar att över en miljon människor dödades, varav flera var kvinnor och barn. Gandhi själv mördades i januari 1948. Attlee anmärkte att Gandhi var den "störste medborgaren" i Indien och tillade: "Denna enda man har varit den viktigaste faktorn i varje övervägande av det indiska problemet. Han hade blivit ett uttryck för det indiska folkets strävanden efter självständighet".
Historikern Andrew Roberts säger att Indiens självständighet var en "nationell förödmjukelse" men att den var nödvändig på grund av brådskande finansiella, administrativa, strategiska och politiska behov. Churchill hade 1940-1945 stramat åt greppet om Indien och fängslat Kongresspartiets ledning, med Attlees godkännande. Labour hade sett fram emot att göra det till ett helt självständigt herravälde som Kanada eller Australien. Många av Kongresspartiets ledare i Indien hade studerat i England och var högt ansedda som idealistiska socialister av Labourledarna. Attlee var Labours expert på Indien och hade särskilt ansvar för avkolonisering. Attlee fann att Churchills vicekung, fältmarskalk Wavell, var alltför imperialistisk, alltför angelägen om militära lösningar och alltför försumlig när det gällde indiska politiska grupperingar. Den slutliga utnämningen till ny vicekung, Lord Mountbatten, den stilige krigshjälten och en kusin till kungen, föreslogs av V.K. Krishna Menon som en kandidat som var acceptabel för alla, i en serie hemliga möten med Sir Stafford Scripps och med Attlee.
Attlee stödde också den fredliga övergången till självständighet 1948 för Burma (Myanmar) och Ceylon (Sri Lanka).

#### Palestina

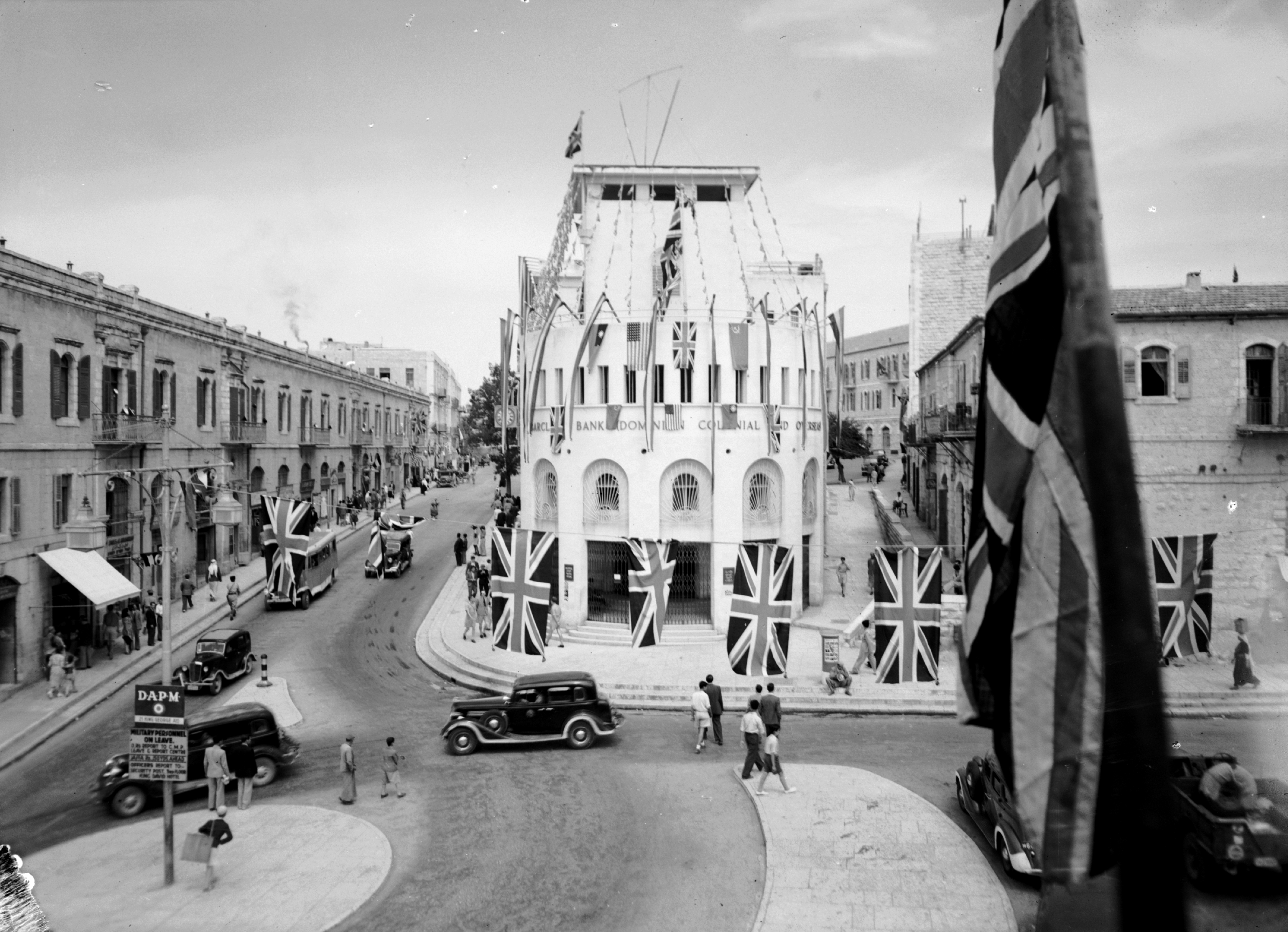
Slutet av andra världskriget firas i det brittiskkontrollerade Jerusalem (1945)

Ett av de mest akuta problemen som Attlee stod inför gällde framtiden för det Brittiska Palestinamandatet, som hade blivit för besvärligt och dyrt att hantera. Den brittiska politiken i Palestina uppfattades av den sionistiska rörelsen och Trumanadministrationen som pro-arabisk och anti-judisk, och Storbritannien fann sig snart oförmöget att upprätthålla den allmänna ordningen inför ett judiskt uppror och ett inbördeskrig.
Under denna period försökte 70 000 överlevande från Förintelsen ta sig till Palestina som en del av flyktingrörelsen Aliyah Bet. Attlees regering försökte med flera taktiker att förhindra migrationen. Fem fartyg bombades av den hemliga underrättelsetjänsten (dock utan några dödsoffer) och en falsk palestinsk grupp skapades för att ta ansvar. Flottan grep över 50 000 flyktingar på vägen och internerade dem i interneringsläger på Cypern. Förhållandena i lägren var hårda och mötte global kritik. Senare skulle flyktingskeppet Exodus 1947 skickas tillbaka till det europeiska fastlandet i stället för att föras till Cypern.
Som svar på det alltmer impopulära mandatet beordrade Attlee att all brittisk militär personal skulle evakueras och överlämnade frågan till FN, ett beslut som fick brett stöd av den brittiska allmänheten. I och med grundandet av staten Israel 1948 stängdes lägren på Cypern så småningom, och de tidigare invånarna kunde äntligen slutföra sin resa till det nya landet.

#### Afrika
Regeringens politik gentemot de andra kolonierna, särskilt de i Afrika, var inriktad på att behålla dem som strategiska tillgångar under kalla kriget samtidigt som deras ekonomier moderniserades. Labourpartiet hade länge lockat till sig aspirerande ledare från Afrika och hade utvecklat genomtänkta planer före kriget. Att implementera dem över en natt med en tom kassa visade sig vara för utmanande. En stor militärbas byggdes i Kenya, och de afrikanska kolonierna kom under en aldrig tidigare skådad grad av direkt kontroll från London. Utvecklingsprogram genomfördes för att hjälpa till att lösa Storbritanniens efterkrigstidens betalningsbalanskris och höja den afrikanska levnadsstandarden. Denna "nya kolonialism" fungerade långsamt och hade misslyckanden som Tanganyikas jordnötsplan.

### Parlamentsval
Valet 1950 gav Labour en kraftigt reducerad majoritet på fem mandat jämfört med den tresiffriga majoriteten 1945. Trots att han blev omvald såg Attlee resultatet som en stor besvikelse, och det tillskrevs allmänt effekterna av efterkrigstidens åtstramningar som gjorde Labours dragningskraft på medelklassväljare.  Med en så liten majoritet som gjorde honom beroende av ett litet antal parlamentsledamöter för att regera, blev Attlees andra mandatperiod mycket tamare än hans första. En del viktiga reformer genomfördes dock, särskilt när det gäller industrin i städerna och bestämmelser för att begränsa luft- och vattenföroreningar.
År 1951 var Attlees regering utmattad, och flera av de mest erfarna ministrarna var sjuka eller åldrade, och bristen på nya idéer var ett faktum. Attlees förmåga när det gällde att lösa interna meningsskiljaktigheter inom Labourpartiet föll i april 1951, när det uppstod en skadlig splittring över en åtstramningsbudget som finansminister Hugh Gaitskell införde för att betala för kostnaderna för Storbritanniens deltagande i Koreakriget. Aneurin Bevan avgick i protest mot de nya avgifterna för "tänder och glasögon" inom den allmänna hälso- och sjukvården som infördes genom den budgeten, och fick sällskap i denna aktion av flera äldre ministrar, inklusive den framtida premiärministern Harold Wilson, som då var ordförande för Board of Trade. På så sätt eskalerade en strid mellan partiets vänster- och högerflygel som fortsätter än idag. När Attlee fann det alltmer omöjligt att regera var hans enda chans att utlysa nyval i oktober 1951, i hopp om att uppnå en mer fungerande majoritet och återta makten. Chansningen misslyckades: Labour förlorade knappt mot det konservativa partiet, trots att de fick betydligt fler röster (vilket var det största Labour-röstetalet i valhistorien). Attlee lämnade in sin avskedsansökan som premiärminister dagen därpå, efter sex år och tre månader på posten.

## Åter i opposition

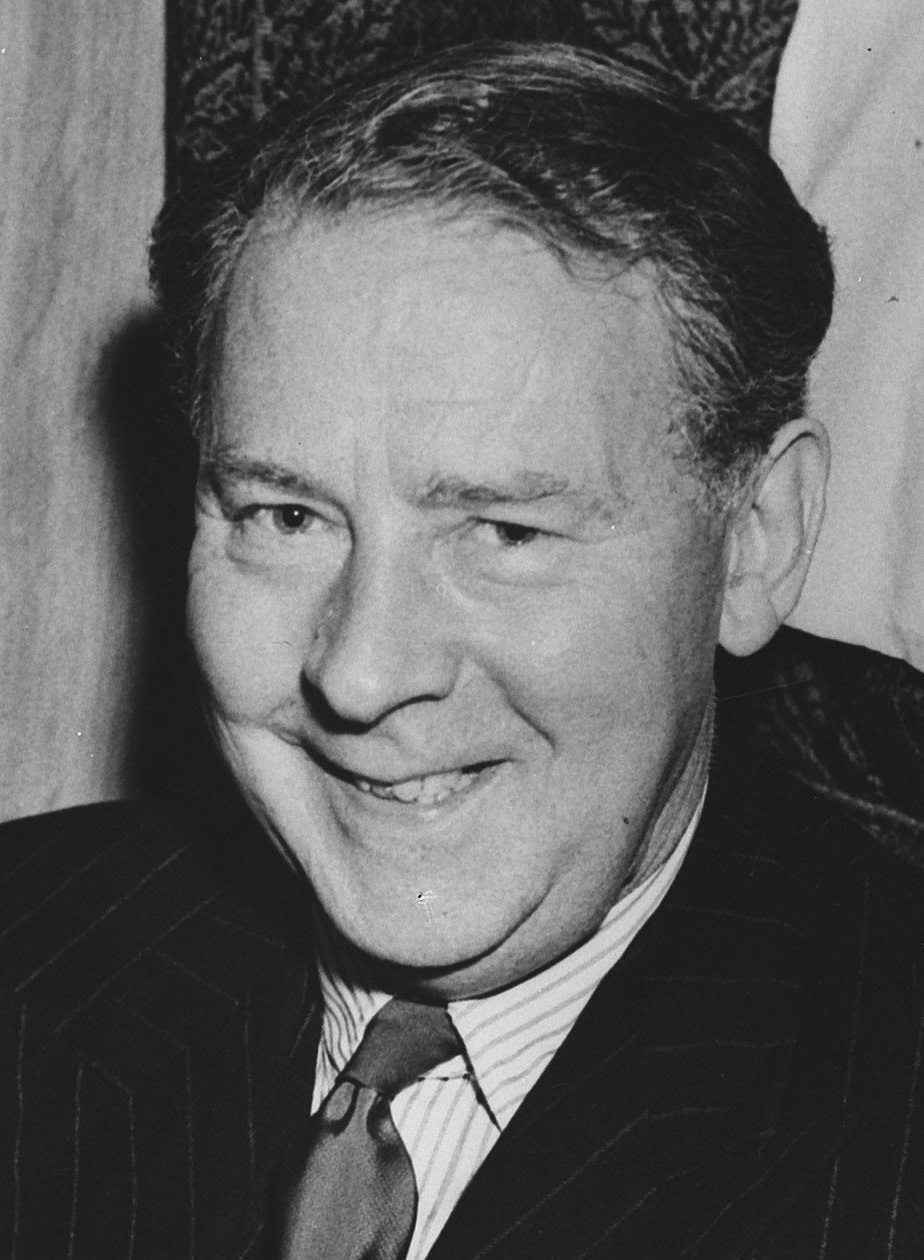
Hugh Gaitskell, som efterträdde Attlee som Labours partiledare.

Efter nederlaget 1951 fortsatte Attlee att leda partiet som oppositionsledare. Hans sista fyra år som partiledare sågs dock allmänt som en av Labourpartiets svagare perioder. Perioden dominerades av interna stridigheter mellan Labourpartiets högerflygel, ledd av Hugh Gaitskell, och dess vänsterflygel, ledd av Aneurin Bevan. Många av Labours parlamentsledamöter ansåg att Attlee borde ha avgått efter valet 1951 och låtit en yngre man leda partiet. Bevan krävde öppet att han skulle avgå sommaren 1954. En av de främsta anledningarna till att han stannade kvar som ledare var att omintetgöra Herbert Morrisons ledarskapsambitioner, som Attlee ogillade av både politiska och personliga skäl. Vid ett tillfälle hade Attlee föredragit Aneurin Bevan som hans efterträdare, men detta blev problematiskt efter att Bevan nästan oåterkalleligt splittrade partiet.
Attlee, som nu var 72 år gammal, ställde upp i valet 1955 mot Anthony Eden, där Labour förlorade 18 platser och de konservativa ökade sin majoritet. I en intervju med News Chronicle-kolumnisten Percy Cudlipp i mitten av september 1955 klargjorde Attlee sitt eget tänkande tillsammans med sin preferens för ledarskapssuccessionen:
"Labour har inget att vinna på att uppehålla sig vid det förgångna. Inte heller tror jag att vi kan imponera på nationen genom att anamma en meningslös vänsterism. Jag betraktar mig själv som vänster om mitten, och det är där en partiledare ska befinna sig. Det är ingen idé att fråga: "Vad skulle Keir Hardie ha gjort?" Vi måste i toppen ha män som är uppfostrade i den nuvarande tidsåldern, inte, som jag var, i den viktorianska eran."
Han avgick som ledare för Labourpartiet den 7 december 1955, efter att ha lett partiet i tjugo år, och den 14 december valdes Hugh Gaitskell till hans efterträdare.

## Global policy
Clement Attlee var en av undertecknarna av överenskommelsen om att sammankalla ett konvent för att utarbeta en världskonstitution. Som ett resultat av detta sammanträdde för första gången i mänsklighetens historia en konstituerande världsförsamling för att utarbeta och anta en konstitution för Jordens Federation.

## Pensionering

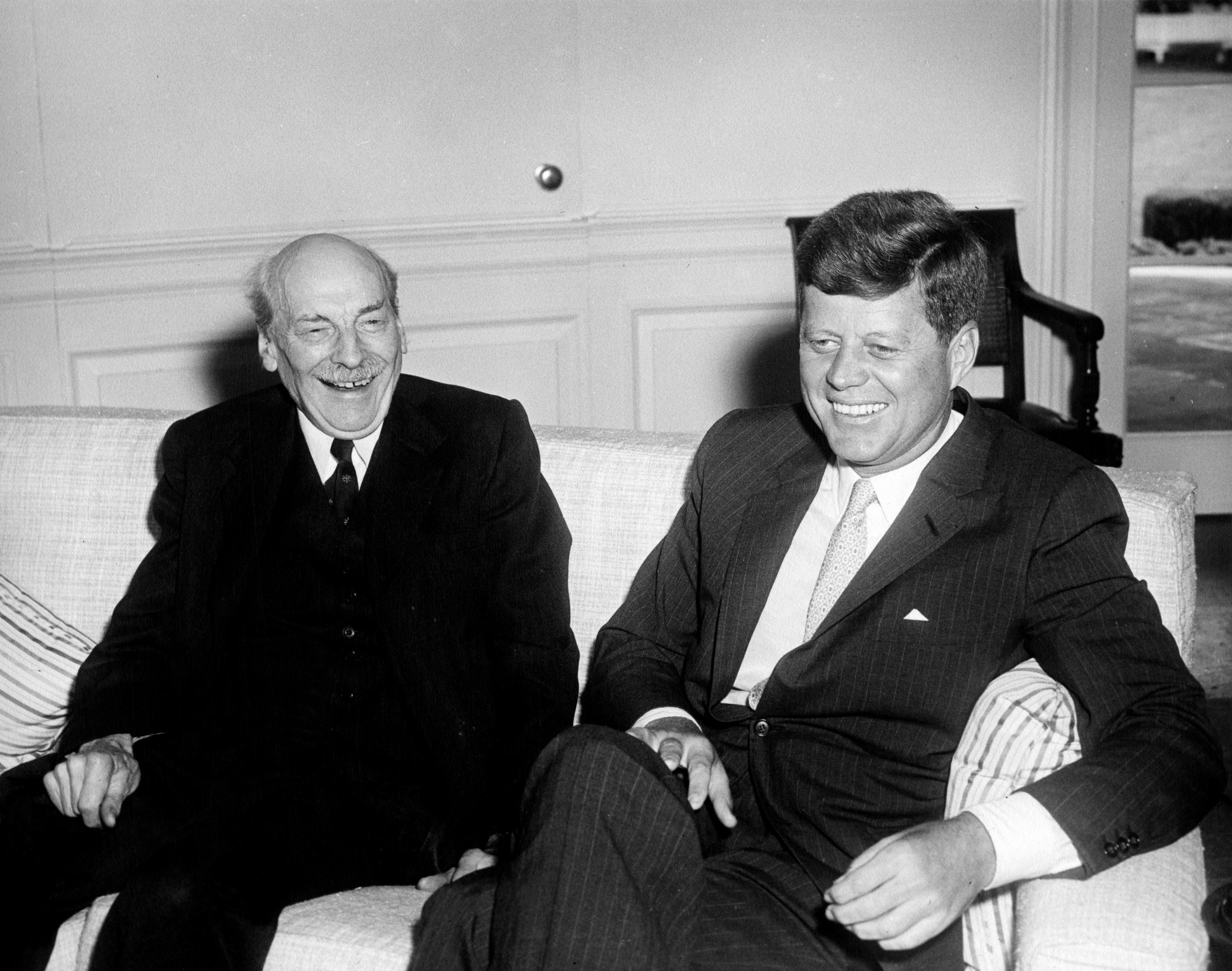
Attlee med John F. Kennedy 1961

Han avgick därefter från underhuset och upphöjdes till pärsvärdighet som Earl Attlee och Viscount Prestwood den 16 december 1955, och tillträdde sin plats i överhuset den 25 januari. Han menade att Eden hade tvingats till en stark ståndpunkt i Suezkrisen av sina backbenchers. År 1958 grundade Attlee, tillsammans med många framstående personer, Homosexual Law Reform Society: en kampanj för avkriminalisering av homosexuella handlingar i privatlivet av samtyckande vuxna, en reform som röstades igenom i parlamentet nio år senare. I maj 1961 reste han till Washington D.C. för att träffa president John F. Kennedy.
År 1962 talade han två gånger i överhuset mot den brittiska regeringens ansökan om att Storbritannien skulle gå med i Europeiska gemenskaperna ("EG"). I sitt andra tal som han höll i november hävdade Attlee att Storbritannien hade en parlamentarisk tradition som var skild från de kontinentaleuropeiska länder som utgjorde EG. Han hävdade också att om Storbritannien blev medlem skulle EG:s regler hindra den brittiska regeringen från att planera ekonomin och att Storbritanniens traditionella politik hade varit utåtriktad snarare än kontinental.
Han närvarade vid Winston Churchills begravning i januari 1965. Han var vid det laget skröplig och var tvungen att sitta kvar i den iskalla kylan när kistan bars fram, efter att ha tröttat ut sig genom att stå vid repetitionen dagen innan. Han fick uppleva hur Labourpartiet kom tillbaka till makten under Harold Wilson 1964, och även för att se sin gamla valkrets Walthamstow West falla till de konservativa i ett fyllnadsval i september 1967.

## Död
Clement Attlee dog fridfullt i sömnen av lunginflammation, 84 år gammal, på Westminster Hospital den 8 oktober 1967. 2 000 personer deltog i hans begravning i november, däribland den dåvarande premiärministern Harold Wilson och hertigen av Kent, som representerade drottningen. Han kremerades och hans aska begravdes i Westminster Abbey.
Vid hans död övergick titeln till hans son Martin Richard Attlee, 2:e earl Attlee (1927–1991), som hoppade av från Labour till SDP 1981. Titeln innehas nu av Clement Attlees sonson John Richard Attlee, 3:e earl Attlee. Den tredje earlen (en medlem av det konservativa partiet) behöll sin plats i överhuset som en av de ärftliga pärerna som kvarstod enligt ett tillägg till Labours House of Lords Act 1999.
Attlees kvarlåtenskap avlades för bouppteckning till ett värde av 7 295 pund (motsvarande 167 246 pund år 2023), en relativt blygsam summa för en så framstående person, och bara en bråkdel av de 75 394 pund som fanns i hans fars kvarlåtenskap när han dog 1908.

## Arv

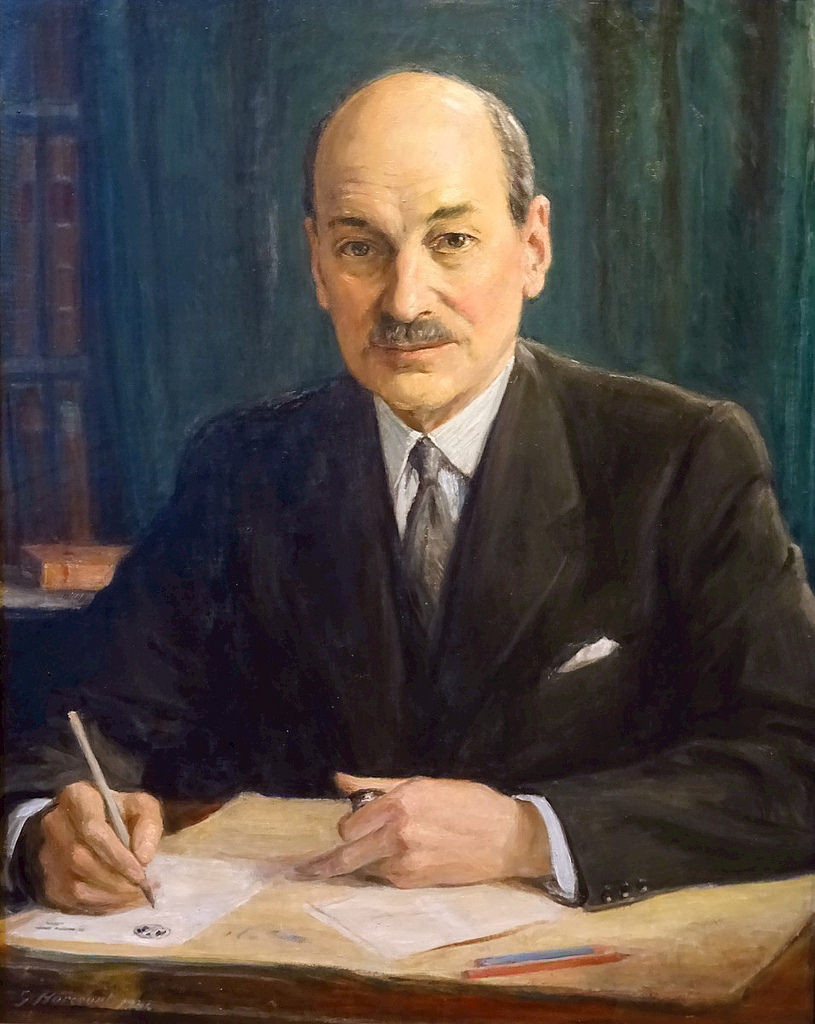
Porträtt av George Harcourt, 1946

Citatet om Attlee, "en anspråklös man, men så har han också gjort mycket anspråklöst" tillskrivs ofta Churchill – även om Churchill förnekade att han sagt det och respekterade Attlees tjänstgöring i krigskabinettet. Attlees anspråkslöshet och lågmälda sätt dolde en hel del som bara har kommit fram i ljuset vid en historisk omvärdering. Attlee själv sägs ha svarat på kritikerna med en limerick: "There were few who thought him a starter, Many who thought themselves smarter. But he ended PM, CH and OM, an Earl and a Knight of the Garter".
Hans ledarstil med samförståndsregering, där han agerade som en ordningsman snarare än en ordförande, gav honom mycket beröm från både historiker och politiker. Christopher Soames, den brittiske ambassadören i Frankrike under Edward Heaths konservativa regering och minister under Margaret Thatcher, anmärkte att "Margaret Thatcher egentligen inte ledde ett lag. Varje gång man har en premiärminister som vill fatta alla beslut leder det främst till dåliga resultat. Det gjorde inte Attlee. Det var därför han var så jävla bra". Journalisten och programledaren Anthony Howard kallade honom "1900-talets störste premiärminister".
Thatcher skrev själv i sina memoarer från 1995, som kartlade hennes liv från hennes början i Grantham till hennes seger i valet 1979, att hon beundrade Attlee och skrev: "Av Clement Attlee var jag emellertid en beundrare. Han var en seriös man och patriot. Tvärtemot den allmänna tendensen bland politiker på 1990-talet var han bara substans och ingen show".
Attlees regering ledde den framgångsrika övergången från en krigsekonomi till fredstid, och tog itu med problem med demobilisering, brist på utländsk valuta och negativa underskott i handelsbalanser och offentliga utgifter. Ytterligare inrikespolitik som han förde var bland annat skapandet av National Health Service och välfärdsstaten efter kriget, som blev nyckeln till återuppbyggnaden av efterkrigstidens Storbritannien. Attlee och hans ministrar gjorde mycket för att omvandla Storbritannien till ett mer välmående och jämlikt samhälle under sin tid vid makten, med minskad fattigdom och en ökning av den allmänna ekonomiska tryggheten för befolkningen.

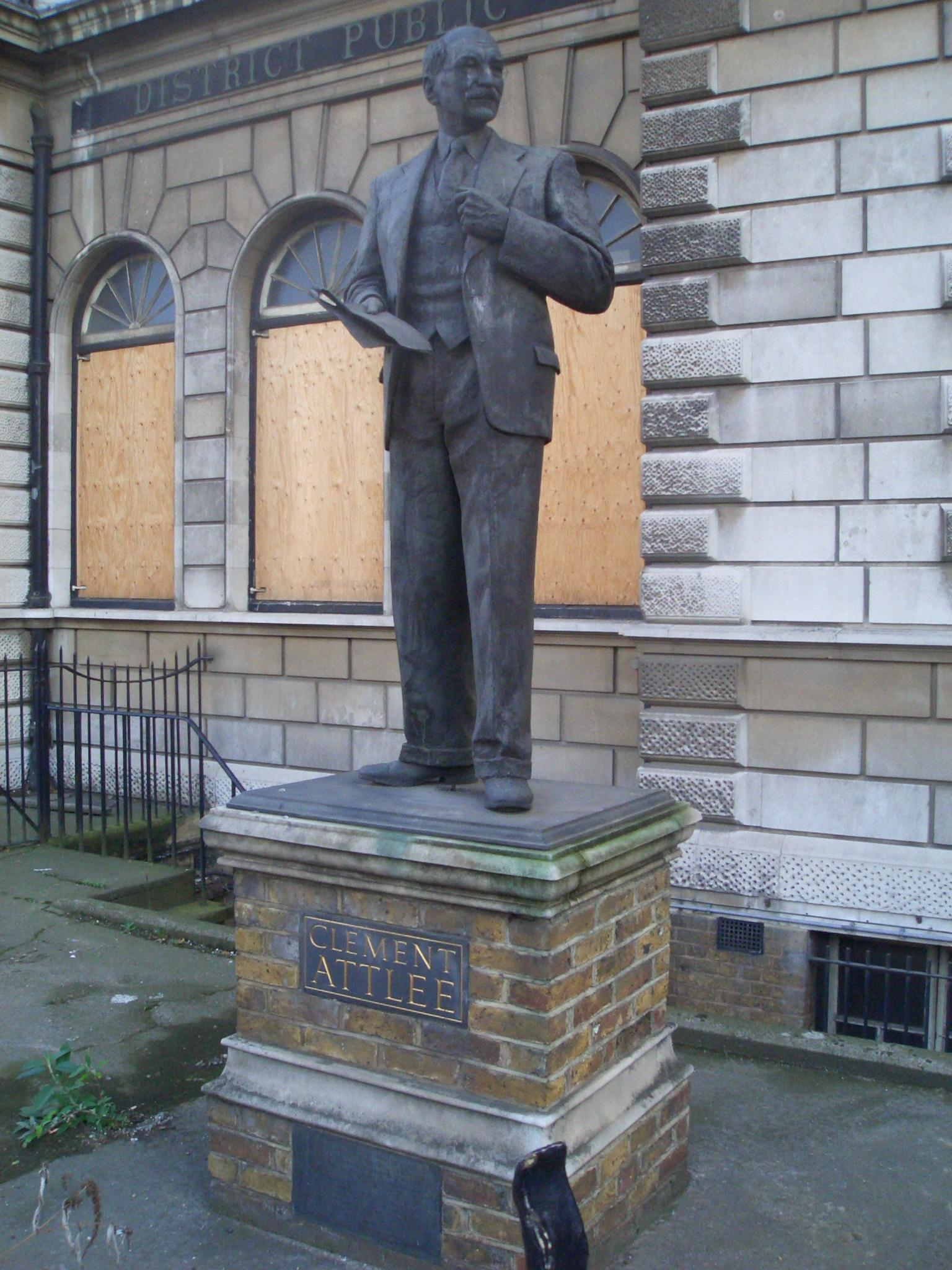
Staty av Attlee på sin tidigare plats utanför Limehouse Library

I utrikesfrågor gjorde han mycket för att bidra till den ekonomiska återhämtningen i Europa efter kriget. Han visade sig vara en lojal allierad till USA i början av det kalla kriget. På grund av hans ledarstil var det inte han, utan Ernest Bevin som var hjärnan bakom utrikespolitiken. Det var Attlees regering som bestämde att Storbritannien skulle ha ett självständigt kärnvapenprogram, och arbetet med det började 1947.
Attlees utrikesminister Bevin gjorde det berömda uttalandet att "Vi måste ha det [kärnvapen] och det måste ha en blodig Union Jack på sig". Den första operativa brittiska atombomben detonerade inte förrän i oktober 1952, ungefär ett år efter att Attlee hade lämnat presidentposten. Oberoende brittisk atomforskning föranleddes delvis av den amerikanska McMahon Act, som omintetgjorde krigstidens förväntningar på efterkrigstidens amerikansk-brittiska samarbete inom kärnforskning, och förbjöd amerikaner att dela med sig av kärnteknik även till allierade länder. Den brittiska atombombsforskningen hölls hemlig till och med för vissa medlemmar av Attlees eget kabinett, vars lojalitet eller diskretion verkade osäker.
Trots att han var socialist trodde Attlee fortfarande på sin ungdoms brittiska imperium. Han betraktade det som en institution som var en kraft för det goda i världen. Ändå såg han att en stor del av den behövde vara självstyrande. Med besittningarna Kanada, Australien och Nya Zeeland som modell fortsatte han omvandlingen av imperiet till det moderna brittiska samväldet.
Hans största bedrift, som överträffar många av dessa, var kanske etablerandet av en politisk och ekonomisk konsensus om hur Storbritannien skulle styras, vilket alla de tre stora partierna skrev under på under tre decennier, och som fixade arenan för den politiska diskursen fram till slutet av 1970-talet. År 2004 röstades han fram som den mest framgångsrika brittiska premiärministern under 1900-talet i en omröstning bland 139 akademiker som organiserades av Ipsos MORI.

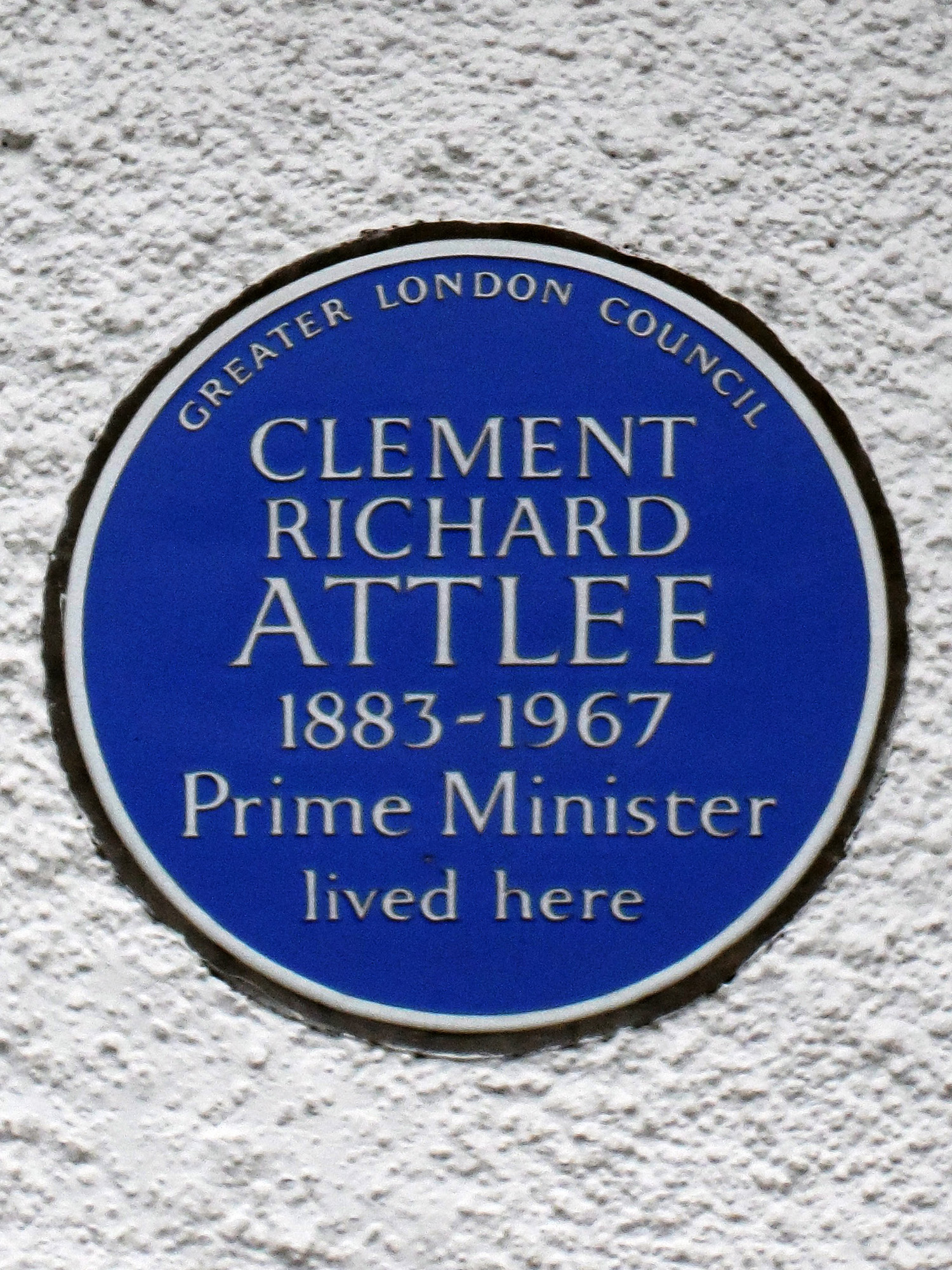
Blå plakett som restes 1984 av Greater London Council på 17 Monkhams Avenue

En blå plakett som avtäcktes 1979 hedrar minnet av Attlee på 17 Monkhams Avenue, i Woodford Green i Londonstadsdelen Redbridge.
Attlee valdes till ledamot av Royal Society 1947. Den 15 december 1948 tilldelades Attlee ett hedersstipendium vid Queen Mary College.
På 1960-talet fick en ny förort nära Curepipe på brittiska Mauritius namnet Cité Atlee [sic] till hans ära.

### Statyer

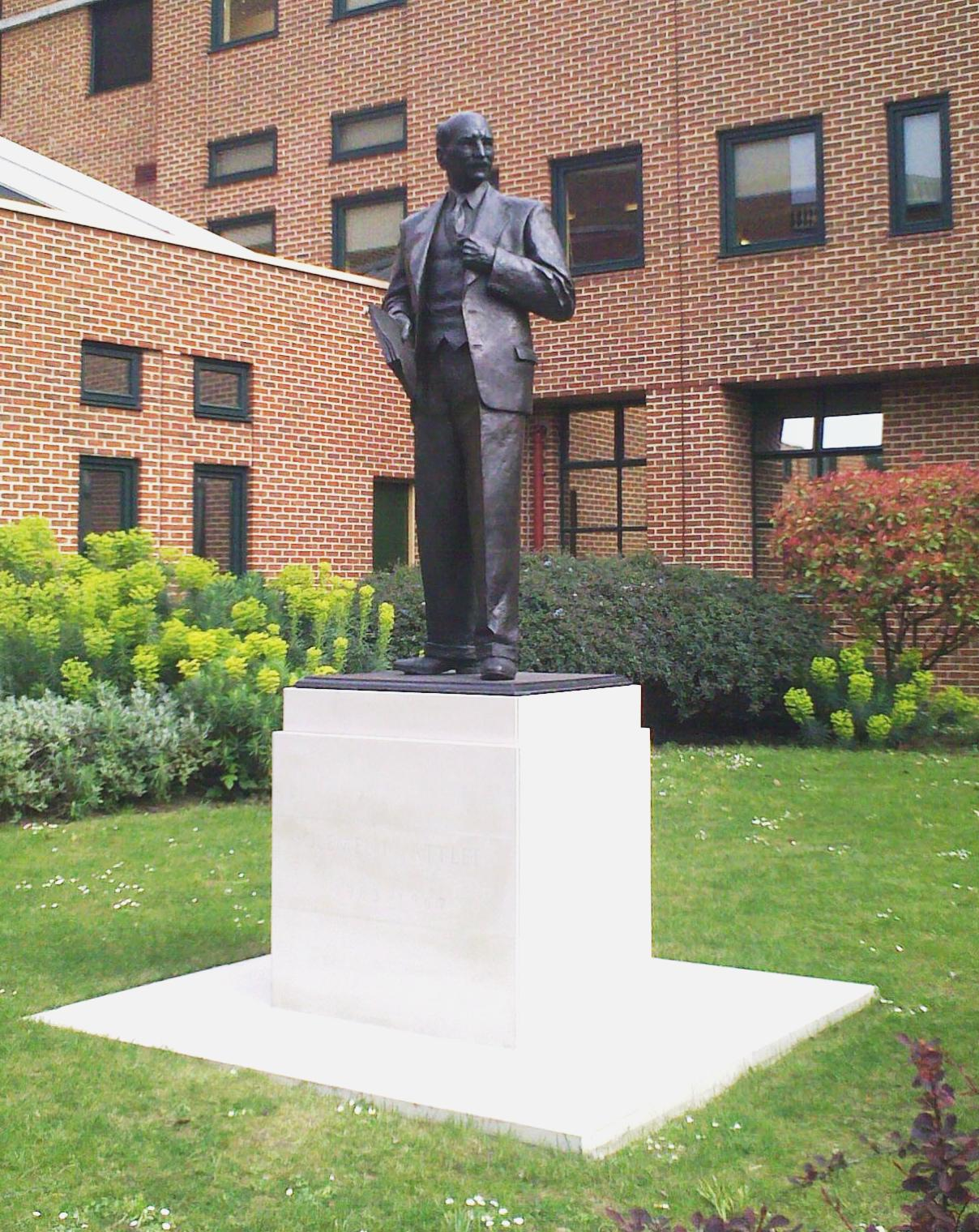
Statyn av Clement Attlee på sin nya plats vid Queen Mary University of London

Den 30 november 1988 avtäcktes en bronsstaty av Clement Attlee av Harold Wilson (Labours nästa premiärminister efter Attlee) utanför Limehouse Library i Attlees tidigare valkrets. Vid det laget var Wilson den siste överlevande medlemmen av Attlees kabinett, och avtäckningen av statyn skulle bli ett av de sista offentliga framträdandena av Wilson, som vid den tidpunkten befann sig i de tidiga stadierna av Alzheimers sjukdom. Han avled vid 79 års ålder i maj 1995.
Limehouse Library stängdes 2003, varefter statyn vandaliserades. Kommunen omgav den med skyddande plank i fyra år, innan den slutligen togs bort för reparation och omgjutning 2009. Den restaurerade statyn avtäcktes av Peter Mandelson i april 2011, på sin nya plats mindre än en mil bort på Queen Mary University of Londons Mile End-campus.
Det finns också en staty av Clement Attlee i Westminsterpalatset som restes, istället för en byst, genom en parlamentsomröstning 1979. Skulptör var Ivor Roberts-Jones.

## Familj
Attlee träffade Violet Millar under en lång resa med vänner till Italien 1921. De blev förälskade och förlovade sig snart och gifte sig i Christ Church, Hampstead, den 10 januari 1922. Det skulle komma att bli ett hängivet äktenskap, där Attlee gav skydd och Violet gav honom ett hem som var en flykt för Attlee från politisk turbulens. Hon avled 1964. De fick fyra barn:
- Lady Janet Helen (1923–2019),[220] gifte sig med vetenskapsmannen Harold Shipton (1920–2007)[221] i Ellesborough Parish Church 1947.[222]
- Lady Felicity Ann (1925–2007), gifte sig 1955 med företagsledaren John Keith Harwood (1926–1989) i Little Hampden.[223][224]
- Martin Richard, viscount Prestwood, senare 2:e earl Attlee (1927–1991), gifte sig med Anne Henderson den 16 februari 1955.
- Lady Alison Elizabeth (1930–2016)[225] gifte sig med Richard Davis i Great Missenden 1952.[226]

### Religiösa åsikter
Trots att hans föräldrar var hängivna anglikaner, där en av hans bröder blev präst och en av hans systrar missionär, brukar Attlee själv betraktas som agnostiker. I en intervju beskrev han sig själv som "oförmögen till religiösa känslor" och sa att han trodde på "kristendomens etik" men inte på "rappakalja". På frågan om han var agnostiker svarade Attlee "Jag vet inte".